# Anschlag in Hanau 2020
Beim Anschlag in Hanau am 19. Februar 2020 erschoss der 43-jährige Tobias Rathjen (R.) an zwei Tatorten neun Menschen mit Migrationshintergrund, danach seine Mutter und sich selbst. Das Bundeskriminalamt (BKA) stufte die Morde des von paranoiden Wahnvorstellungen geprägten Täters als rechtsextrem und rassistisch motiviert ein. Dem Anschlag folgten unter anderem Vorstöße für eine nachhaltige Gedenkkultur für Opfer des Rechtsterrorismus in Deutschland, etwa die Kampagne Say their Names.

## Opfer

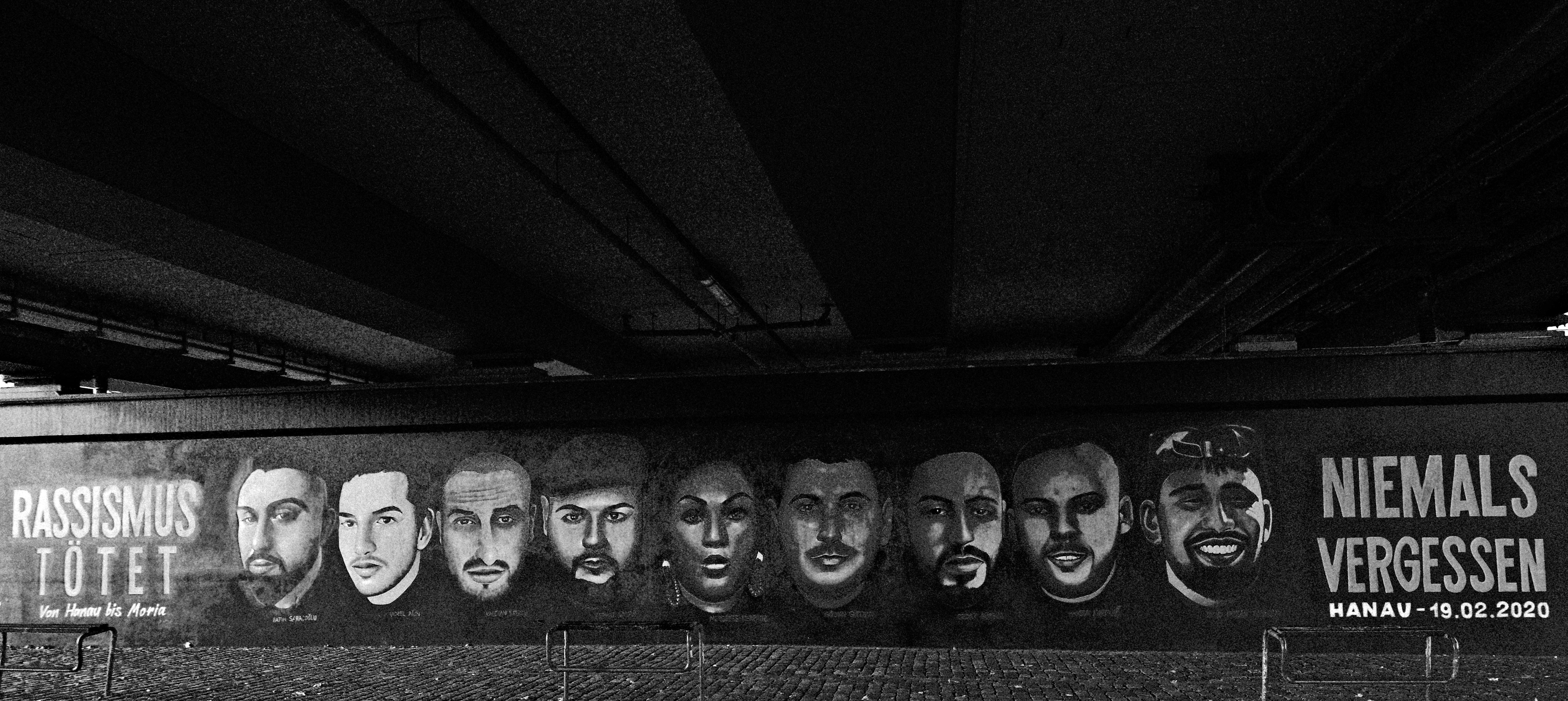
Graffito in Frankfurt am Main für die Opfer von Hanau

Von den zehn Opfern hatten neun eine Migrationsgeschichte oder gehörten zu einer ethnischen Minderheit.
- Gökhan Gültekin wurde 1983 in Hanau geboren und hatte einen acht Jahre älteren Bruder. Ihre kurdischen Eltern waren 1968 aus der Region Ağrı (Türkei) dorthin gezogen. Er hatte 2006 einen Busunfall knapp überlebt.[2] Als gelernter Maurer hatte er Anfang 2020 ein Unternehmen gegründet und in der Arena Bar (dem zweiten Tatort) nur noch aushilfsweise gearbeitet.[3] Er wurde 37 Jahre alt.[4] Sein Vater starb fünf Wochen nach dem Anschlag an Krebs.[5]
- Sedat Gürbüz wurde 1991 in Langen geboren und wuchs mit seinem Bruder in Dietzenbach auf. Er war der Besitzer der Shisha-Bar „Midnight“ (dem ersten Tatort) gewesen, hatte sie kurz zuvor verkauft und wollte sich am Tatabend nur noch von seinen früheren Mitarbeitern verabschieden.[6] Er wurde 29 Jahre alt.[4]
- Said Nesar Hashemi war Deutsch-Afghane und mit vier Geschwistern in Hanau aufgewachsen. Er war ausgebildeter Maschinen- und Anlagenführer.[7] Er wurde 21 Jahre alt.
- Mercedes Kierpacz war eine deutsche Romni. Sie wurde 1985 in Offenbach am Main geboren, arbeitete in und wohnte neben der Arena Bar.[8] Am Tatabend wollte sie dort eine Pizza für ihre zwei Kinder abholen. Der Täter betrat die Bar kurz nach ihr und erschoss sie sofort, als er sie sah.[9] Sie wurde 35 Jahre alt und hinterließ einen damals 17-jährigen Sohn und eine dreijährige Tochter.[7]
- Hamza Kurtović wurde wie sein Vater und seine drei Geschwister in Deutschland geboren. Seine Vorfahren waren Bosniaken aus Prijedor, damals Jugoslawien.[10] Er hatte gerade eine Ausbildung als Fachlagerist abgeschlossen und wohnte in der Nähe des Täters. Dieser erschoss ihn in der Arena Bar, wo er auf seinen Freund wartete.[7] Er wurde 22 Jahre alt.[4]

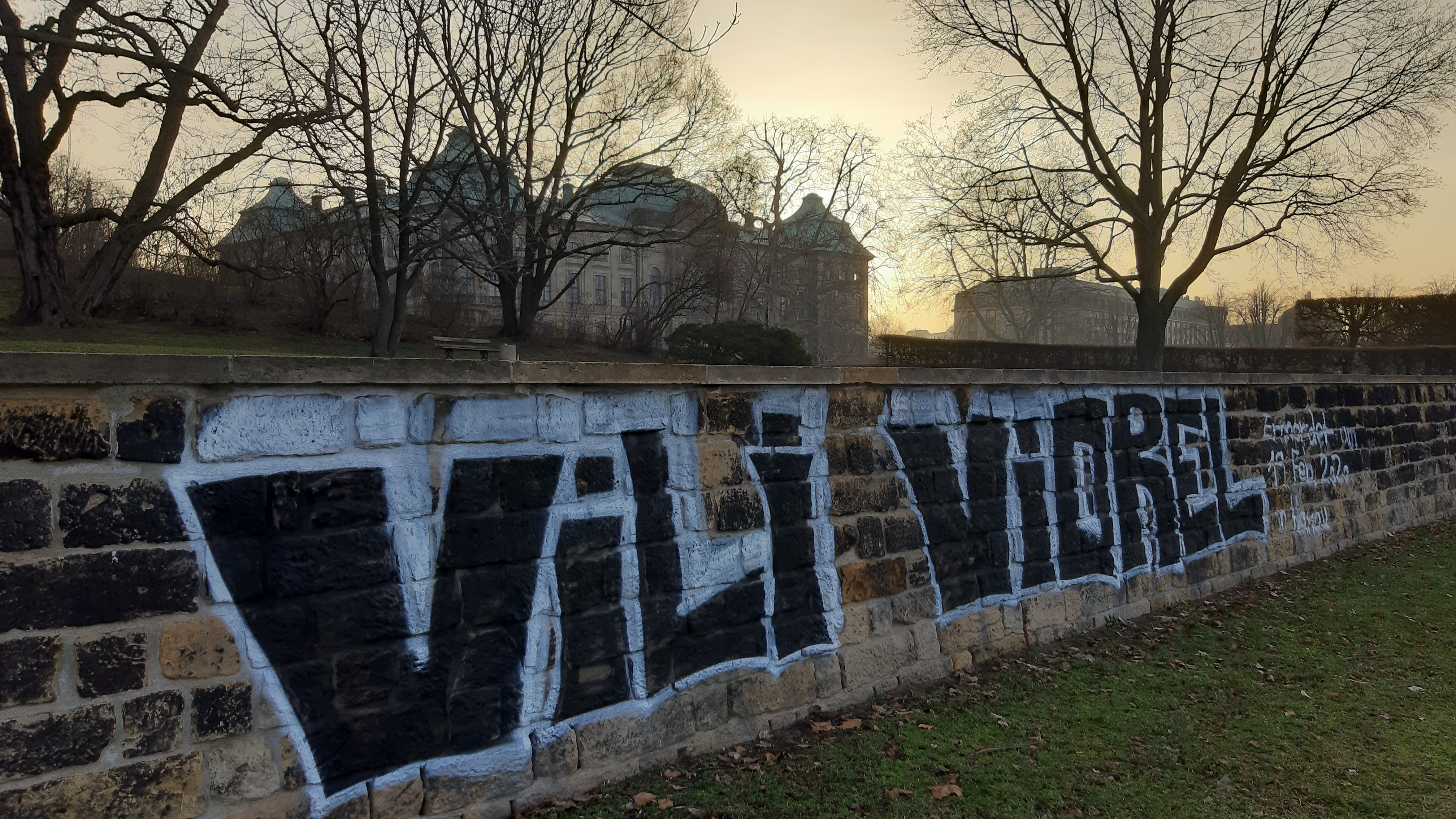
Graffito für Vili Viorel Păun in Dresden (2021)

- Vili Viorel Păun war ein Rom aus Rumänien und das einzige Kind seiner Eltern. Er war 2013 als 16-Jähriger nach Deutschland gezogen, um Geld für eine medizinische Behandlung seiner Mutter zu verdienen. Er arbeitete bei einem Lieferdienst und wollte Informatik studieren. Er wurde 23 Jahre alt.[10]
- Fatih Saraçoğlu war 2017 aus Regensburg nach Maintal gezogen. Seine Familie stammt aus İskilip (Türkei). Er arbeitete selbständig als Schädlingsbekämpfer und wollte mit seiner Firma bundesweit tätig werden. Der Täter erschoss ihn mit vier Schüssen auf offener Straße vor der Shisha-Bar „Midnight“.[11] Er wurde 34 Jahre alt.[12]
- Ferhat Unvar wurde als Kind kurdischer Eltern in Deutschland geboren und hatte drei Geschwister. Er hatte gerade eine Ausbildung zum Installateur abgeschlossen und traf sich oft mit Freunden in der Arena Bar.[7] Er wurde 23 Jahre alt.[4]
- Kaloyan Velkov war ein Rom aus Lyutidol in Bulgarien, war 2018 nach Deutschland gezogen, hatte als Wirt in der Bar „La Votre“ gearbeitet und vom Lohn seine in Bulgarien lebende Familie und seinen siebenjährigen Sohn unterstützt.[10] Der Täter erschoss ihn mit sechs Schüssen. Er wurde 32 Jahre alt.[13]
- Gabriele Rathjen, die Mutter des Täters, war nach Angaben von Nachbarn bettlägerig und ein Pflegefall gewesen. Sie starb mit 72 Jahren.[14]

Schüsse des Täters verletzten sechs weitere Menschen, einige davon schwer. Der 23-jährige Said Etris Hashemi wurde in der Arena Bar angeschossen, schwer verletzt und überlebte knapp. Sein Bruder starb direkt neben ihm. Muhammed B. wurde in der Arena Bar die rechte Schulter durchschossen. Er legte sich auf einen tödlich getroffenen Freund, ein weiteres Opfer fiel auf ihn. B. überlebte nach einer Notoperation und bezeugte als einer der ersten den Tatverlauf. Bilal Gökçe, irrtümlich anfangs zu den Opfern gezählt, überlebte den Anschlag unverletzt.

## Tatverlauf

Karte der Anschlagsziele in Hanau

Am 19. Februar 2020 ab etwa 21:00 Uhr hielt sich der Täter nahe beim Heumarkt (Hanau) auf, wurde dort wegen Falschparkens kontrolliert und parkte seinen Pkw um. Dann erschoss er an zwei Tatorten innerhalb von zwölf Minuten gezielt neun Menschen, die er für Ausländer hielt. Dabei ging er laut dem Generalbundesanwalt Peter Frank strategisch und planvoll vor. Alle Tatorte wurden besonders von Menschen mit Migrationsgeschichte besucht.
Gegen 21:50 Uhr näherte sich R. mit zwei Schusswaffen zunächst der Bar „La Votre“ am Heumarkt und erschoss dort Kaloyan Velkov, auf der Straße davor Fatih Saraçoğlu und in der benachbarten Shishabar „Midnight“ deren Eigentümer Sedat Gürbüz. Vili Viorel Păun beobachtete aus seinem Pkw heraus, dass R. dann einen unbesetzten Kiosk am Heumarkt betrat, und versuchte, sich ihm in den Weg zu stellen. Wie ein Überwachungsvideo vom Heumarkt zeigte, fuhr um 21:53 Uhr ein silberner Pkw auf den Täter zu, worauf dieser einen Schuss abfeuerte und floh. Dann wendete der Pkw in R.s Fluchtrichtung. Somit folgte Păun dem Täter mit seinem silbernen Mercedes vom ersten zum zweiten Tatort. R. fuhr zum Kurt-Schumacher-Platz in Hanau-Kesselstadt. Gegen 22:00 Uhr erschoss er Păun durch die Windschutzscheibe seines Pkws, der inzwischen auf dem Parkplatz vor einem Wohnblock stand. Dann betrat er einen Kiosk im Erdgeschoss des Wohnblocks und erschoss dort Gökhan Gültekin, Mercedes Kierpacz und Ferhat Unvar. In der anliegenden Arena Bar erschoss er Said Nesar Hashemi und Hamza Kurtović. Zuletzt fuhr er zu seiner Wohnung in Kesselstadt zurück und erschoss dort seine Mutter und sich selbst.

## Täter

### Ausbildung und Beruf
R. wurde 1977 in Hanau geboren, wuchs dort auf und spielte einige Jahre in der Jugendfußballmannschaft von Eintracht Frankfurt. 1996 machte er Abitur an der Hohen Landesschule in Hanau. Mitschülern fiel er nicht als rechtsextrem auf. Nach dem Zivildienst absolvierte er in Frankfurt am Main eine Ausbildung zum Bankkaufmann. Von 2000 bis zu seinem Diplom 2007 studierte er Betriebswirtschaftslehre an der Universität Bayreuth.
Er arbeitete von 2008 bis 2011 als Kundenberater in Trier und später in München, wo er von 2013 bis 2018 im Stadtteil Obermenzing wohnte. Nach Angaben damaliger Arbeitskollegen arbeitete er bis zu zwölf Stunden täglich, war sehr ehrgeizig und zeigte kein Interesse an anderen. Er äußerte offen seine Ansichten, lehnte die deutsche Fußballnationalmannschaft wegen „der Ausländer“ darin ab und fand die Partei Alternative für Deutschland (AfD) nicht radikal genug.

### Schusswaffen und Schießtraining
Seit 2012 trainierte R. in einem Frankfurter Schützenverein regelmäßig zwei- bis dreimal in der Woche Sportschießen. Seit 2014 war er zudem Mitglied einer Münchener Schützengesellschaft. In beiden Vereinen fiel er nach Angaben der Vorsitzenden nie als gefährlich oder rassistisch auf.
Im April 2013 beantragte R. eine Waffenbesitzkarte zum Erwerb und Besitz von Schusswaffen, eine weitere für das Sportschießen. Er erhielt beide bis 2018 und kaufte sich damit legal zwei Pistolen. Gemäß einer bundesweiten Verwaltungsvorschrift unterließ die hessische Waffenbehörde bei ihm die Nachfrage beim Gesundheitsamt nach Vorerkrankungen. Sie fand keine Vorstrafen R.s im Bundeszentralregister und stufte einen Vermerk zu Ermittlungen wegen Drogenschmuggels als „verwaltungsrechtlich nicht verwertbar“ ein. Laut einer Kontrolle der Polizei München (März 2018) bewahrte er seine Pistole ordnungsgemäß auf. Im August 2019 erhielt er den Europäischen Feuerwaffenpass.
2018 bedrohte R. eine Prostituierte in einer Ferienwohnung mit gewalttätigen Sexpraktiken und zeigte ihr ein Messer und ein Gewehr, die er angeblich für die Jagd brauche. Zudem äußerte er sich flüchtlingsfeindlich. Die von der Frau gerufene Polizei, so bezeugte sie 2021, habe R.s Waffen nicht gesucht, sondern nur wegen eines Joints gegen ihn ermittelt und sie wegen Prostitution in einem Sperrbezirk verhört.
Bis 2019 bewahrte R. seine Schusswaffen an seinem Münchner Wohnsitz auf, unterließ es aber, sich dort anzumelden. 2017 und 2018 teilte er dem Main-Kinzig-Kreis schriftlich mit, dass er seine Waffen für sein Schießhobby in München aufbewahre, aber seinen Hauptwohnsitz weiter in Hanau habe. Die Waffenbehörde des Main-Kinzig-Kreises informierte weder Münchens Waffenbehörde noch das dortige Polizeipräsidium, überprüfte R.s Waffenaufbewahrung aber nach Eigenangaben bis Mai 2017 viermal, ein weiteres Mal im August 2019. Dabei habe man nichts Auffälliges festgestellt. Spätere Ermittlungen gegen Mitarbeiter dieser Behörde wegen fahrlässiger Tötung wurden 2022 eingestellt.
2019 absolvierte R. bei einer Sicherheitsfirma in der Slowakei mindestens zwei von Militärausbildern und Spezialeinsatzkräften geleitete Gefechtstrainings. Insgesamt meldete er sich fünf Mal für Trainings dieser Firma an. Von einem Kurs wurde er wegen seltsamen Verhaltens ausgeschlossen. Im Herbst 2019 mietete er für kurze Zeit eine Wohnung in Hof (Saale) und beobachtete dort Shisha-Bars. Er war der Polizei in München aufgefallen und bekannt.
Als Sportschütze durfte R. Waffen vier Wochen lang ausleihen und testen. Knapp zwei Wochen vor seiner Tat lieh er sich eine weitere Pistole bei einem Waffenhändler und legte dazu nach dessen Angaben korrekte Papiere vor. Damit besaß er zur Tatzeit legal drei Handfeuerwaffen.

### Konflikte mit der Justiz
R. stellte dreimal wahnhafte Strafanzeigen. Im Januar 2002 zeigte er beim Polizeipräsidium Oberfranken eine „psychische Vergewaltigung“ an: Er werde „durch die Wand und durch die Steckdose abgehört, belauscht und gefilmt“. Ein Amtsarzt diagnostizierte eine Psychose mit paranoiden Inhalten und empfahl die sofortige Einweisung in eine Psychiatrie. R. leistete Widerstand, wurde in Handschellen ins Krankenhaus gebracht, aber am selben Abend mit dem Vermerk „ungeheilt“ entlassen. Sein Vater hatte einen Anwalt eingeschaltet. Ein Arzt notierte, der Vater glaube ebenfalls, sein Sohn werde überwacht; beide hätten eine gemeinsame psychische Störung. Bei einer Nachuntersuchung im April 2002 wurde R.s voriger Gewaltausbruch auf universitären Prüfungsdruck zurückgeführt. 2004 stellte er die gleiche paranoide Anzeige bei der Polizei in Offenbach. Auch diesmal wurde er nicht psychiatrisch behandelt. 2007 griff er einen Wachmann der Universität Bayreuth an und erhielt deshalb Hausverbot. 2010 ermittelte das Zollfahndungsamt Essen wegen Drogenschmuggels gegen ihn. Einige Monate später klagte die Stadtverwaltung Hanau Vater und Sohn an, sie hätten sich Sozialhilfe erschlichen. Beide Verfahren wurden wegen Geringfügigkeit eingestellt. Im März 2018 wurde auch in München wegen Drogenschmuggels sowie fahrlässiger Brandstiftung gegen R. ermittelt, die er zugab. Wegen eines Formfehlers wurde das Verfahren eingestellt. Bis 2020 tauchte R. in 15 polizeilichen und staatsanwaltschaftlichen Akten auf, fünfmal als Beschuldigter, erhielt aber keine Einträge ins Bundeszentralregister.
Im November 2019 sandte er dem Generalbundesanwalt eine lange Strafanzeige gegen eine „unbekannte geheimdienstliche Organisation“. Teile davon tauchten in seinem Pamphlet vom Januar 2020 wieder auf. Ende 2019 schrieb er einer österreichischen Organisation für „Fernwahrnehmung“, er fühle sich beobachtet und bespitzelt. Er sprach von einer „ständigen Ausländerkriminalität“ und „Hochverrat“ an den Deutschen. 2004 erstatteten er und sein Vater Strafanzeige wegen Bespitzelung durch einen unbekannten Geheimdienst. 2017 wollte er im Bürgerbüro von Hanau nur von deutschen Mitarbeitern betreut werden und beantragte einen Hund zum Schutz gegen Ausländer.
Nach der Tat räumte Generalbundesanwalt Peter Frank die Briefe des Täters an seine Behörde ein, betonte jedoch, diese hätten noch keine Mordaufrufe gegen Migranten enthalten. Die Bundesanwaltschaft könne ohne Ermittlungen nicht auf Waffenregister anderer Behörden zugreifen, habe also nichts vom Waffenbesitz des Täters gewusst.

### Tatplanung
Der Täter fügte seine Ideologie wahllos aus Versatzstücken aus dem Internet zusammen, bereitete die Tat allein vor, versuchte, sie mit einer „PR-Strategie“ zu verbreiten und führte sie allein durch. Das verband ihn laut Experten mit anderen „einsamen Wölfen“ wie Anders Behring Breivik und Stephan Balliet, die als ihre Mission ansahen, einen Teil der Welt auszulöschen, um das Ganze zu retten.
Einige Verschwörungsideen bezog R. aus Büchern rechter Verlage über Geheimgesellschaften, Außerirdische, die Zeit des Nationalsozialismus und Reden Adolf Hitlers. Zwischen 2013 und 2019 bestellte er diese Reden im Netz sowie rund 45 Schriften zur deutschen Militärgeschichte, zu Geschichtsrevisionismus, zur Präventivkriegsthese, Geschichte der Waffen-SS, zu Aktivitäten und Propaganda der US-Geheimdienste und Geheimdienstkriegen gegen Deutschland. Im Frühjahr 2019 legte er eine Datei voller solcher Inhalte an, im Herbst 2019 erschien seine Webseite. Am 22. Januar 2020 lud er dort eine Datei mit dem Titel „Begründung“ hoch, die er bis zum 13. Februar 2020 mit Texten und Videos vervollständigte. Ende Januar 2020 recherchierte er im Internet über Schulen, eventuell als Anschlagsziele. Ab Februar 2020 begann er, Tatorte auszukundschaften, notierte Anschlagsziele und Vorgehen: Am Heumarkt wollte er „mind. 10“ Menschen töten. Auf Skizzen zeichnete er die Bars „La Votre“ und „Midnight“, eine weitere Bar und einen Kiosk ein.
Am 15. Februar 2020 spähte R. in Kesselstadt ein Wettbüro aus und erkundigte sich nach den Öffnungszeiten der angrenzenden Bar. Er besuchte Treffpunkte von Migranten, eventuell auch das Jugendzentrum „k.town“. Dort waren einige spätere Mordopfer Stammgäste. Sie waren in den letzten Jahren öfter beleidigt und bedroht worden; einmal habe ein Mann gedroht, sie zu erschießen. Wochen vor der Tat war die Adresse von R.s Webseite nahe der Arena Bar an eine Wand gesprüht worden.

### Tatmotive
Im Januar 2020 veröffentlichte R. eine „Botschaft an das gesamte deutsche Volk“ über seinen Lebensweg und sein Weltbild. Darin rief er zum Krieg gegen die „Geheimorganisation und gegen die Degeneration unseres Volkes“ und zur Vernichtung der Bevölkerung ganzer Staaten auf, darunter Algerien, die Türkei, Israel und die Philippinen. Er bezog sich darin nicht auf andere Rechtsterroristen oder deren Kanäle. Der Text war bis 20. Februar 2020 als PDF „Skript mit Bildern“ auf seiner Webseite verlinkt.
Am 13. Februar 2020 lud R. auf YouTube ein englischsprachiges Video „an alle Amerikaner“ hoch. Darin warnte er vor angeblichen unterirdischen Militärbasen, in denen der Teufel angebetet und kleine Kinder gefoltert würden. Das Video wurde nach der Tat noch tagelang im Netz verbreitet.
Am Abend des 18. Februar 2020 sah sich R. drei Netzbeiträge über die 200. Pegida-Veranstaltung vom Vortag in Dresden an. Darunter war eine Rede von Björn Höcke (AfD), in der er gegen „millionenfache Masseneinwanderung“, „Islamisierung“ und einen angeblichen „großen Umbau“ Deutschlands hetzte.
Kernelemente von R.s Weltsicht waren:
- Rassismus: Er behauptete, es gebe genetisch verschiedenartige „Rassen“, und zählte „Volksgruppen“ und viele Völker auf, die „komplett vernichtet“ werden müssten.[44] Das deutsche Volk sei das „Beste und Schönste“ der Welt, doch Deutsche, die straffällige Ausländer nicht aus dem Land trieben, begingen Hochverrat.[34] Nicht alle Bundesbürger seien „reinrassig und wertvoll“, daher könne er sich eine „Halbierung der Bevölkerungszahl“ vorstellen. Global müsse man mehrere Milliarden Menschen „eliminieren“.[23]
- Verschwörungstheorien: Er griff unter anderem die Pizzagate- und QAnon-Thesen von einer angeblichen satanischen Elite auf sowie die These D.u.m.bs (deep underground military bases), wonach die US-Armee unterirdische, mit einem Tunnelsystem verbundene Städte baue.[34]
- Misogynie: Im Kapitel „Thema Frauen“ zeigte er eine „extreme Anspruchshaltung“ an Frauen.[45] Diese wird ähnlich wie bei anderen Rechtsterroristen auch aus der Incel-Subkultur erklärt.[46] Laut Simone Rafael fehlte bei R. jedoch der „ausformulierte Frauenhass“. Stattdessen machte er eine „Geheimorganisation“ dafür verantwortlich, dass er keine Freundin fand.[44]
- Antisemitismus: R. beschrieb jene Geheimorganisation in antisemitischen Chiffren als Teil einer „Schattenregierung“, die mächtiger sei als der US-Präsident, und als sehr kleine „sogenannte ‚Elite‘“, die die Menschheit „für dumm verkauft“ und ihr Geheimwissen „der breiten Masse vorsätzlich vorenthält“. Dabei sah er ein Zusammenwirken von „äußeren“ und „inneren Feinden“ des „eigenen Volkes“.[44]
- Islamfeindlichkeit: R. benannte explizit Muslime als Feindbilder. Der Islam trage nichts zur Weiterentwicklung der „Völker“ bei und sei nur „destruktiv“.[44]

### Professionelle Beurteilung
Die forensische Psychiaterin Nahlah Saimeh deutete die paranoiden Motive in R.s Aussagen als Hinweise auf eine mögliche paranoid-halluzinatorische Schizophrenie und schwere narzisstische Persönlichkeitsstörung. In sein Wahnsystem habe er ein detailliertes fremdenfeindliches und rechtsextremes Weltbild fest verankert und sich auserkoren gewähnt, „das Rätsel“ der Welt durch die Auslöschung von solchen „Rassen“ zu lösen, die er als „destruktiv“ ansah. Damit habe er sich öffentliche Anerkennung verschaffen und Vergeltung für empfundene Kränkungen üben wollen. Die Verknüpfung von wahnhaften mit rechtsextremen Motiven sei untypisch für Rechtsterroristen; diese seien in der Regel nicht krank. Die Kriminologin Britta Bannenberg sah R.s „wahnhafte Vorstellungen“ als Ursache seiner Taten. Seine rechtsextreme Einstellung habe die Art seiner Radikalisierung und Opferauswahl beeinflusst.
Das BKA urteilte im Entwurf seines Abschlussberichts (März 2020), der Täter habe zwar eine rassistische Tat verübt, sei aber keiner rechtsextremen Ideologie gefolgt. Nach breiter Kritik daran stellte BKA-Präsident Holger Münch klar: „Das BKA bewertet die Tat als eindeutig rechtsextremistisch. Die Tatbegehung beruhte auf rassistischen Motiven.“
Laut dem Auftragsgutachten des forensischen Psychiaters Henning Saß vom November 2020 litt R. unter einer paranoiden Schizophrenie und hing zugleich einer „rechtsradikalen Ideologie“ an. Beides sei bei ihm untrennbar verschmolzen gewesen. Seine „krankheitsbedingten Fantasien“ seien mit seinem „politisch-ideologischen Fanatismus“ vermischt gewesen, der „fremdenfeindliche, rassistische und völkische Elemente“ enthalte. Neben Wahnvorstellungen, er sei Opfer einer Verschwörung, seien „zunehmend ausgeprägter Rassismus und Fantasien über die Auslöschung ganzer Völker und Kulturen“ getreten. R.s Fähigkeit, seine krankhaft verformte Weltsicht zu reflektieren, sei stark eingeschränkt gewesen. Gleichwohl habe er die Morde planvoll vorbereitet. Diese Einschätzung bekräftigte Saß im Februar 2022 im hessischen Hanau-Untersuchungsausschuss.
Die Sozialpsychologinnen Pia Lamberty und Katharina Nocun kritisierten im Februar 2020, die Pathologisierung des Täters verharmlose seine Tat. Verschwörungsideologien seien nicht nur „irre Hirngespinste“, sondern Teil der Radikalisierung. Der Psychiater Andreas Heinz betonte, dass auch psychisch erkrankte Täter gesellschaftliche Diskurse direkt in ihre Gedankengebäude einbauen können. Dazu müsse man Rassismus und andere Ideologien nicht pathologisieren.
Der Terrorismusexperte Peter R. Neumann sah im Täterpamphlet ein „Muster von sozial isolierten Männern, die sich im Internet aus verschiedenen Elementen selbst eine Ideologie zusammenbasteln.“ Der Mann habe eindeutig einer rechtsextremen Ideologie angehangen und sei zugleich erheblich psychisch gestört gewesen. Ähnliche Fälle habe es schon öfter gegeben; viele Täter seien „in virtuellen Subkulturen aktiv“ gewesen. Die Sicherheitsbehörden müssten viel stärker solche Onlineforen überwachen und infiltrieren. Die meisten „einsamen Wölfe“ hätten ein soziales Umfeld gehabt.

## Ermittlungen

### Notrufe
Am Tatabend ab 21:56 Uhr riefen mehrere Tatzeugen den Notruf 110 an, wurden jedoch nicht durchgestellt. Nach den ersten beiden registrierten Anrufen waren die verfügbaren zwei Apparate der Notrufzentrale besetzt. Erst nachdem R. sein neuntes Opfer erschossen hatte und weggefahren war, nahm die Polizei einen dritten Anruf entgegen. Vili Viorel Păun rief laut seinen Handydaten zwischen 21:57 und 21:59 Uhr dreimal vergeblich den Polizeinotruf an; kurz darauf wurde er in seinem Pkw in Kesselstadt, wo er sich sonst nie aufgehalten hatte, erschossen. Hätte er die Polizei erreicht, hätte man ihm höchstwahrscheinlich geraten, sich in Sicherheit zu bringen und den Täter nicht zu verfolgen; das hätte ihm das Leben retten können.
Nach Recherchen des Magazins Monitor registrierte die Notrufzentrale in der Tatnacht nur fünf Anrufe aus Hanau. Die zwei Apparate waren nicht durchgängig besetzt. In der Polizeiwache der Innenstadt war nur ein Beamter anwesend, um Notrufe anzunehmen. Eine Rufumleitung zu einer Leitstelle fehlte. Rückrufe unterblieben. Viele Anrufversuche wurden weder registriert noch aufgezeichnet. Sebastian Fiedler vom Bund Deutscher Kriminalbeamter kritisierte dies als schweres Versäumnis, da die Polizei in Kenntnis weiterer Zeugenaussagen eventuell einige der Morde hätte verhindern können.
Im Juni 2021 lehnte die Staatsanwaltschaft Hanau ein Ermittlungsverfahren zu den Notrufmängeln wegen fehlenden Anfangsverdachts ab. Dass das zweite Notruftelefon zeitweise nicht abgenommen worden sei, habe keinen Einfluss auf das Tatgeschehen am Kurt-Schumacher-Platz gehabt. Auch wenn man Păuns ersten Notruf angenommen hätte, hätte die Polizei seine Tötung zeitlich nicht verhindern können. Die Staatsanwaltschaft stellte aber auch fest, dass die Probleme beim Notruf seit mindestens 2003 bekannt waren. 2016 war intern gewarnt worden, dass zu wenige Notrufabfrageplätze bei „mobilen Tätern“ zu verspäteten Ortsangaben für die Einsatzkräfte führen könnten. Jedoch blieben alle Beschwerden dazu erfolglos, zuletzt eine ausführliche Beschwerde vom 29. Januar 2019.
Laut Medienrecherchen hatte das Landespolizeipräsidium 2012 die Zentralisierung der Notrufe in allen Polizeipräsidien Hessens für 2013 angeordnet. Polizeipräsident Roland Ullmann hatte die fristgerechte Umstellung im von ihm geführten Polizeipräsidium Südosthessen wegen technischer und räumlicher Umstände als unmöglich abgelehnt. Er war seit 2010 schriftlich über das Problem des Notrufüberlaufs informiert und wusste, dass der Neubau seines Präsidiums sich bis 2021 verzögern würde. Im Juli 2022 behauptete er jedoch vor dem Untersuchungsausschuss des hessischen Landtags, er habe erst nach dem Anschlag vom Notrufchaos in Hanau erfahren. Zudem erfuhr der Ausschuss, dass die am Tatabend eingesetzten Polizisten weder richtig in das Notrufsystem eingearbeitet noch über die fehlende Weiterleitung für nicht angenommene Notrufe informiert worden waren.

### Notausgang
Nach Angaben von Augenzeugen und Medienrecherchen waren der Notausgang und ein weiterer Ausgang des Lagerraums der Arena Bar zur Tatzeit verriegelt, so dass Anwesende nicht flüchten konnten. Laut Zeugen war es Gästen bekannt, dass der Inhaber die beiden Türen seit Jahren geschlossen hielt. Auch die Polizei sei informiert gewesen, da sie regelmäßig Razzien in der Bar durchführte. Die Polizei Südosthessen bestätigte die Razzien, bestritt aber, dass sie das Verriegeln der Türen angeordnet habe.
Im November 2017 hatten Polizeibeamte dem Gewerbeamt der Stadt Hanau mitgeteilt, dass der Notausgang der Arena Bar verschlossen war. In den Polizeiberichten zum 19. Februar 2020 fehlte diese Mitteilung. Daher sah die Bundesanwaltschaft keinen Anfangsverdacht einer fahrlässigen Tötung. Erst ab November 2020, nach einer Strafanzeige der Opferangehörigen gegen den Inhaber der Arena Bar, begann die Staatsanwaltschaft Hanau dazu zu ermitteln.
Im März 2021 reichten Opferfamilien und Überlebende eine Dienstaufsichtsbeschwerde gegen Hessens Behörden ein: Sie hätten amtspflichtwidrig gehandelt und damit den Anschlag nicht verhindert. Der Notausgang eines Tatorts sei mit Wissen und Duldung der Polizei verschlossen gewesen, die polizeiliche Überfallmeldeanlage sei technisch nicht in Ordnung und zum Zeitpunkt der Taten unterbesetzt gewesen. Bei einem Opfer habe die Polizei die Vitalfunktionen nicht rechtzeitig überprüft. Die Staatsanwaltschaft Hanau habe Obduktionen veranlasst, wofür der Generalbundesanwalt zuständig gewesen wäre, und damit die Würde der Toten und das Totenfürsorgerecht der Familien verletzt.
Im August 2021 stellte die Staatsanwaltschaft Hanau das Ermittlungsverfahren zum Notausgang ein. Der Bericht dazu begründete dies mit „widersprüchlichen Zeugenaussagen“, ob die Tür des Notausgangs am Tatabend geschlossen oder geöffnet war. Auch sei unsicher, ob die jungen Leute ihrem Fluchtinstinkt weg vom Täter folgten oder von einem zugesperrten Notausgang ausgingen. Für Absprachen des Wirts der Arena Bar mit der Polizei und für einen Kausalzusammenhang zwischen dem verschlossenen Ausgang und den Morden habe man keine Belege gefunden. Bereits Ende 2020 habe eine Durchsuchung der Bar ergeben, dass die Notausgangstür geklemmt habe und nur mit viel Kraft zu öffnen war. Dies könne auch zur Tatzeit der Fall gewesen sein.
Ein Gutachten des Londoner Recherchekollektivs Forensic Architecture vom Dezember 2021 widersprach dieser Darstellung. Die genaue Rekonstruktion der Abläufe in der Arena Bar ergab, dass sich mindestens vier, sehr wahrscheinlich fünf Gäste hätten retten können, wenn die Fluchttür offen gewesen und genutzt worden wäre. Im Mai 2022 bestätigte die Generalstaatsanwaltschaft Frankfurt jedoch nach „nochmaliger umfangreicher Überprüfung“ die Einstellung des Verfahrens.
Mehrere Gäste der Arena Bar gaben eine eidesstattliche Erklärung ab, dass der Notausgang der Bar am 19. Februar 2020 versperrt und das den Gästen bekannt gewesen war. Ein am 2. Juni 2022 veröffentlichtes Überwachungsvideo zeigte, dass mehrere Gäste den Notausgang am Tatabend vergeblich zu nutzen versucht hatten und dann durch den Hauptausgang gegangen waren. Hamza Kurtović und Said Nesar Hashemi hatten dies gesehen und waren wohl deshalb vor den Schüssen des Täters nicht zum Notausgang geflohen. Laut Armin Kurtović besaßen die hessischen Ermittler das Videomaterial der Bar seit Februar 2020, hatten es aber nicht ausgewertet, keinen Tatortbericht zur Arena Bar erstellt und bis Juni 2022 nur neun der 18 genannten Zeugen befragt. Ein zuständiger Kriminalhauptkommissar erklärte, man habe „hier auf Detailtreue verzichtet“, weil der Täter ja bekannt und tot gewesen sei. Laut einem weiteren Polizeibeamten ergab die Tatortsicherung, dass die Türen des Notausgangs und des Lagerraums verschlossen waren; darum habe man die Räume hinter der Bar nicht fotografiert. Die Angehörigen betonten, auch ein (zuvor nie erwähntes) Klemmen der Notausgangstür wäre eine Pflichtverletzung gewesen. Armin Kurtović forderte eine Wiederaufnahme der Ermittlungen zum Notausgang und Klärung aller Fragen dazu.
Im November 2022 versicherte ein Zeuge schriftlich, bei einer Razzia in der Arena Bar im Juni 2017 habe die Polizei ihn eine Stunde lang festgehalten. Dabei habe er gehört, dass ein Polizist den Barbetreiber anwies, den Notausgang künftig abzuschließen, damit bei Razzien keine Barbesucher durch den Notausgang entkämen. Ein weiterer Zeuge gab an, er habe vom gegenüberliegenden Balkon regelmäßig Polizeirazzien in der Bar beobachtet und dabei manchmal Personen durch deren Notausgang fliehen gesehen. Ab Ende 2017 sei bei Razzien niemand mehr dort herausgekommen, und Polizisten hätten die Rückseite der Bar nicht mehr abgesichert. Darum stellte die Familie Kurtović am 28. September 2023 eine weitere Strafanzeige wegen möglicher fahrlässiger Tötung: Es gebe klare Hinweise darauf, dass der Notausgang ab Ende 2017 in der Regel abgeschlossen war und die Polizei das wusste, ebenso darauf, welcher Polizist das Verschließen des Notausgangs verlangt habe. Die Staatsanwaltschaft Hanau, das Polizeipräsidium Südhosthessen und der frühere Barbetreiber hatten eine Schließanweisung der Polizei vor dem hessischen Hanau-Untersuchungsausschuss bestritten. Die Aussage des Barbetreibers, der Notausgang sei allgemein „immer offen“ gewesen, bewertete der Ausschuss als unglaubhaft.

### Fahndung
Nach eigenen Angaben erfuhr die Hanauer Polizei am Tatabend um 21:58 Uhr von den Schüssen am Heumarkt. Einsatzkräfte trafen demnach ab 22:00 Uhr dort ein, versorgten Verwundete und begannen nach dem Täter zu fahnden. Um 22:05 Uhr erhielt die Polizei erste Notrufe vom Kurt-Schumacher-Platz. Um 22:09 Uhr trafen weitere Einsatzkräfte dort ein, darunter ein Notinterventionsteam. Der Täter war jedoch schon weitergefahren. Meldungen über angebliche Schüsse im Stadtteil Lamboy und in Bruchköbel stellten sich als falsch heraus. Gegen 23:00 Uhr fand die Polizei einen an beiden Tatorten gesichteten Pkw bei R.s Wohnhaus in Hanau-Kesselstadt. In den nächsten vier Stunden beobachtete die Polizei das Haus und erwog, den Täter zur Aufgabe zu bewegen oder das Haus zu stürmen. Ab 1:00 Uhr am 20. Februar übernahm das Polizeipräsidium Frankfurt den Einsatz, ließ beide Tatbereiche weiträumig absperren und begann mit der Spurensicherung. Ab 3:03 Uhr drang ein Spezialeinsatzkommando (SEK) vorsichtig in das Wohnhaus ein, in dem Sprengfallen vermutet wurden. Bis 4:00 Uhr fand die Polizei in R.s Wohnung zwei Tote: den Täter und seine Mutter. Um 5:55 Uhr gab die Polizei bekannt, dass ein Attentäter neun Menschen erschossen habe. Bis dahin hatten erste Pressemeldungen fälschlich von einer „Schießerei“ gesprochen.
Laut der Spurensicherung hatte R. an den Tatorten mindestens 52 Schüsse abgegeben. In seinem Pkw lagen eine Ceska-Pistole, zusätzliche Magazine und ein Rucksack voller Munition. In seiner Wohnung fanden sich weitere 346 Patronen und zwei weitere Handfeuerwaffen, die er legal besaß. Zudem fand die Polizei ein Bekennerschreiben und ein Tätervideo. Wegen der Funde und Bedeutung des Falls übernahm der Generalbundesanwalt am 20. Februar 2020 die Ermittlungen.
Am selben Tag verwies Hessens Innenminister Peter Beuth auf mögliche rassistische Motive des Täters. Er sei bis dahin weder dem Landesamt für Verfassungsschutz Hessen noch der Polizei bekannt gewesen. Hinweise auf mögliche Mitwisser oder Unterstützer gebe es nicht. Das BKA veröffentlichte im März 2020 einen Zwischenbericht zum Ermittlungsstand.

### Maßnahmen am Täterwohnhaus
Von der Identifizierung des Täters bis zur Stürmung seines Hauses dauerte es rund fünf Stunden. Die beteiligten SEK-Beamten befanden sich nach Eigenangaben beim Täterhaus, als der Täter seine Mutter und dann sich selbst erschoss, gaben aber an, sie hätten beim Haus keine Schüsse gehört und auf einen Polizeihubschrauber zur Wärmebildüberwachung des Hauses gewartet.
Das Recherchekollektiv Forensic Architecture widerlegte diese Angaben mit einer sekundengenauen Rekonstruktion des Tatverlaufs und der Polizeifahndung. Am 2. Juni 2022 in Frankfurt am Main spielte das Kollektiv den Schall der Schüsse R.s auf seine Mutter in einen Nachbau seines Wohnzimmers ein und zeigte, dass die Schüsse mit rund 100 Dezibel Lautstärke rund um das Haus hörbar gewesen sein müssen. Laut den Wärmebildaufnahmen und Funksprüchen des Polizeihubschraubers war dessen Besatzung nicht in die Fahndung eingebunden, hatte die Wohnadresse des Täters nicht erfahren und keinen konkreten Auftrag erhalten. Mehrmals hatte die Bildschirmtechnik versagt, und die Funkkanäle waren unklar. Erst kurz nach 23:00 Uhr hatte sich das erste Polizeifahrzeug dem Täterhaus genähert, es aber um 23:21 Uhr wieder verlassen. Bis mindestens 24:00 Uhr ließ die Polizei Fußgänger und Pkws vor dem Haus und dem davor geparkten Pkw passieren, sah also keine Gefahr für sie. Bis 00:25 Uhr bewachte kein Polizist die Eingänge des Hauses. Der Täter, der sich seit etwa 22:00 dort befand, hätte sein Haus also stundenlang verlassen und entkommen oder weitere Morde begehen können.
Das Polizeipräsidium Südosthessen erklärte dazu: Der Hubschrauber sei zum Sichern und Koordinieren der gesamten Fahndung am Boden angefordert worden. Man habe das Wohnhaus bis zum Eintreffen weiterer Einsatzkräfte gesichert und den Zugriff erst nach erfolglosen Kontaktversuchen und der notwendigen Vorbereitung auf Sprengfallen oder einen Schusswechsel durchgeführt. Ein „schnelles und somit stark risikobehaftetes Vorgehen“ sei nicht geboten gewesen. Zu den Schüssen im Haus müsse man das Ermittlungsergebnis des Generalbundesanwalts abwarten.

### Kritik
Im März 2020 forderte Selma Yilmaz-Ilkhan vom Ausländerbeirat Hanau eine transparente Ermittlung und detailliertere Darstellung des Tathergangs und seiner Hintergründe, besonders für die Opferfamilien. Im Mai 2020 informierte der Innenausschuss im Landtag Hessen diese zum Ermittlungsstand. Armin Kurtović verlangte, „dass man offen sagt, wer versagt hat“.
Ab 2021 kritisierte die Initiative der Opferangehörigen eine „behördliche Kette des Versagens“:
- dass die Waffenbehörde dem Täter trotz psychischer Auffälligkeiten 2013 einen Waffenschein gab,
- er damit in Schützenvereinen und bei Kursen in der Slowakei trainieren konnte,
- der Verfassungsschutz das gewusst haben müsse, aber nichts dagegen unternahm,
- die Internetseite des Täters mit seinen Gewaltandrohungen den Behörden nicht auffiel,
- ein Notausgang an einem Tatort verschlossen war,
- Notrufe nicht zur Polizei durchdrangen,
- die Polizei die Angehörigen in der Tatnacht lange nicht über die Toten, danach nur lückenhaft über den Tatverlauf informiert und angeforderte Protokolle zu übergeben verweigert hatte,
- die Toten ohne Rücksprache mit den Familien obduzieren ließ,
- sie die Toten erst Tage später sehen durften,
- dabei nur notdürftig zusammengenähte Schusswunden und fehlerhafte Sterbeurkunden vorfanden,
- sich bisher niemand für diesen Umgang mit den Angehörigen entschuldigte,
- Rolle und Verhalten des Tätervaters vor und nach der Tat ungeklärt und ungestraft blieben,
- es ein Jahr nach der Tat keine Aufklärung der Behördenversäumnisse und fast keine politischen Konsequenzen gab.

Deshalb, so Sprecherin Newroz Duman, müsse man eine „Zäsur von unten“ erzwingen, damit sich so eine Tat in Deutschland nicht mehr wiederhole. Der Überlebende Piter Minnemann forderte von der Landesregierung, Verantwortung für das Behördenversagen zu übernehmen, damit Hanau „wirklich die Endstation“ werde. Unterstützer forderten vom Land Hessen einen besonderen Opferfonds für die Betroffenen des Anschlags und weiterer rechter Gewalttaten.
Bei einer Gedenkstunde des Landtags am 2. Februar 2021 hatten die Opferangehörigen kein Rederecht. Danach kritisierten sie erneut eine viel zu geringe Opferhilfe und fehlende Aufklärung von Behördenfehlern, etwa deren Lizenz für mehrere Schusswaffen des Täters und diskriminierende Gefährderansprachen für Opferangehörige in der Tatnacht.
Im Juni 2021 kritisierte das Recherchekollektiv Forensic Architecture den Einsatz der Polizei: Sie habe viel zu spät eingegriffen und dem Täter die Chance zur Flucht gegeben. Armin Kurtović fragte, warum es rund fünf Stunden bis zur Stürmung des Täterhauses gedauert hatte.
Der interne Bericht der Arbeitsgruppe „Nachbereitung Anschlag Hanau“ (NAH) der Polizei Südosthessen vom November 2020 nannte viele Einsatzfehler, darunter eine völlig unzureichende Betreuung der Opferangehörigen und laufende Kommunikationsprobleme: Demnach war das Telefon des Einsatzleiters ständig überlastet, für Anfragen zuständige Pressesprecher fehlten, beteiligte Beamten konnten intern wegen technischer und organisatorischer Probleme nur schlecht kommunizieren, die Leitstelle verlor schon in der ersten Einsatzphase den Überblick, vorgeschriebene Melde- und Entscheidungswege wurden nicht eingehalten, Alarmierungswege und Führungsstrukturen nicht genug klargemacht. Man habe in hohem Maße improvisiert. Im Mai 2023 veröffentlichte die Initiative FragDenStaat den NAH-Bericht.
Zum ersten Jahrestag kritisierte die Bundeskonferenz der Migrantenorganisationen (BKMO) die mangelnde Aufarbeitung des Anschlags und forderte mehr staatlichen und gesellschaftlichen Einsatz gegen Rassismus. Obwohl längst klar sei, dass dieser institutionell und strukturell in der Mitte der Gesellschaft verankert sei und dort bekämpft werden müsse, werde noch immer die Einzeltäterthese verbreitet. Die Bundes- und Landesregierungen missachteten weiter Rügen und Empfehlungen der UNO dazu. Daher gebe es große Zweifel am Aufklärungswillen von Polizei und Politik. Ajla Kurtović beklagte, dass Angehörige und Überlebende bis dahin keine Anlaufstelle und kein Gespräch mit der Polizei hatten. Eine Behörde verweise auf die andere.
Im Juni 2021 wurden Ermittlungen gegen rund 50 hessische Polizisten bekannt, die jahrelang in einer rechtsextremen Chatgruppe aktiv gewesen waren. Darunter waren 13 Mitglieder des Frankfurter SEKs, die in der Hanauer Tatnacht am Täterwohnhaus eingesetzt worden waren. Wegen „offenkundiger Verrohung“ ließ Innenminister Peter Beuth das SEK auflösen. Die meisten Ermittlungsverfahren gegen die SEK-Beamten wurden bis 2023 eingestellt. Ministerpräsident Volker Bouffier erklärte den Opferangehörigen dazu, eine rassistische Gesinnung bedeute ja nicht, dass jene Polizisten keinen guten Job machen würden. Dies zeigte ihnen beispielhaft, wie sich „politisch Verantwortliche vor rechtsradikale Polizist:innen stellen und die Verantwortungsübernahme verweigern“.
Ab 14. Juli 2021 prüfte der Hanau-Untersuchungsausschuss des Hessischen Landtags mögliche Behördenversäumnisse. Im Dezember 2021 forderten die Opferangehörigen bei einer Mahnwache in Wiesbaden Antworten auf zehn Fragen, etwa, was die Behörden vom Täter und dessen Vater gewusst hatten und wie sie damit umgegangen waren. Im Ausschuss berichtete Hayrettin Saraçoğlu, dass er vom Tod seines Bruders erst von dessen Vermieterin erfahren, man ihm teilnahmslos Gewebeproben des Toten aushändigt und keine psychologische Betreuung angeboten hatte. Das Ursprungsproblem des Anschlags und des Behördenumgangs mit den Angehörigen sei Rassismus. Auch Fatih Saraçoğlus Partnerin Diana Sokoli und Kaloyan Velkovs Cousine Vaska Zladeva bezeugten, man habe ihnen erst am Folgetag die Opfernamen verlesen und sich nicht um sie gekümmert. Die Obduktion sei ohne ihr Einverständnis erfolgt. Die Leichname hätten sie trotz mitgeführter Ausweise erst fünf bis sechs Tage später und nach einem DNA-Abgleich sehen dürfen.
Im Mai 2020 erhielt Niculescu Păun, der Vater von Vili-Viorel Păun, das Handy seines Sohnes von der Polizei zurück und stellte fest, dass dieser vor seiner Ermordung fünfmal den Polizeinotruf in Hanau zu erreichen versucht hatte. Daraufhin stellte der Vater Strafanzeige. Im Mai 2022 stellte die Generalstaatsanwaltschaft Frankfurt am Main das Ermittlungsverfahren dazu jedoch ein, weil alle beteiligten Polizeibeamten dienstlichen Vorgaben gefolgt seien und nicht beweisbar sei, dass früher angenommene Notrufe einen der Morde hätten verhindern können. Vor dem Untersuchungsausschuss bestritt Polizeidirektor Jürgen Fehler dann seine Kenntnis vom fehlenden Notrufüberlauf, erklärte zugleich aber, man habe Anrufer bei nicht dringenden Anliegen gebeten, eine andere Polizeinummer anzurufen, um den Notruf nicht zu blockieren. Auch Landespolizeipräsident Roland Ullmann behauptete Unkenntnis vom fehlenden Überlauf. Doch der Ausschuss stellte fest, dass er die technischen Probleme in Hanau gekannt, aber keine Übergangslösung veranlasst und Bitten um mehr Personal nicht erfüllt hatte, als der geplante Neubau der Hanauer Dienststelle sich acht Jahre lang verzögerte. Der frühere Polizeipräsident Heinrich Bernhardt durfte im Ausschuss nicht aussagen. Obmann Jörg Michael Müller (CDU) versuchte, kritische Zeugen zum Polizeieinsatz als inkompetent darzustellen. Erst nach einem Urteil des Bundesverwaltungsgerichts im Februar 2023 erhielt der Ausschuss die ungeschwärzten Ermittlungsakten der Bundesanwaltschaft zum Anschlag.
In seinem Abschlussbericht vom Dezember 2023 benannte und bedauerte der Ausschuss einige Fehler der Behörden, etwa bei der Erteilung der Waffenbesitzkarten für R., der Erreichbarkeit des Notrufs, beim Notausgang und Umgang mit den Opferangehörigen. Jedoch blieb die CDU dabei, dass der Anschlag auch ohne diese Fehler nicht zu verhindern gewesen sei.
Zum vierten Jahrestag warf die Antidiskriminierungsbeauftragte des Bundes Ferda Ataman dem deutschen Staat Versagen vor: Die Behörden hätten keine Konsequenzen aus den Hanau-Morden gezogen, damit sich solche Taten nicht wiederholen. Viele Betroffene und Opferangehörige fühlten sich vom Staat alleingelassen. Eine offizielle Entschuldigung des hessischen Innenministers für die dokumentierten Polizeifehler und ein Mahnmal für die Opfer auf dem zentralen Marktplatz in Hanau fehlten immer noch. Der Vater des Täters könne Angehörige noch immer bedrängen. Die FDP blockiere das Demokratiefördergesetz zur Extremismusprävention und verhetze es als angeblich linkes Ideologieprojekt. In Migrationsdebatten würden Muslime und Migranten immer wieder zu Sündenböcken für die Probleme im Land erklärt. Hessens Innenminister Roman Poseck (CDU) entschuldigte sich im Jahresverlauf 2024 bei Opferangehörigen und Überlebenden für die festgestellten Behördenfehler.
Im März 2024 kündigte Armin Kurtović ein Klageerzwingungsverfahren der Opferangehörigen zum verschlossenen Notausgang an und kritisierte: Entgegen Zusagen der Stadtverwaltung Hanaus müsse seine Familie weiter gegenüber dem Täterhaus wohnen. Hanaus Oberbürgermeister benutze den Jahrestag des Anschlags gegen seinen Willen für Gedenkveranstaltungen. Niemand habe Verantwortung für das vom  Untersuchungsausschuss festgestellte Versagen aller beteiligten Behörden übernommen. Stadtverwaltung und Polizei wollten den Schaden für sich gering halten. Auch Volker Bouffier habe seine Zusage einer unabhängigen Prüfung der Behördenfehler gebrochen. Doch könne man diese Fehler nur reparieren, wenn man sie finden wolle und gefunden habe. Für die notwendige Aufklärung und gerechte Konsequenzen würden die Opferangehörigen notfalls bis zum EGMR gehen.
Im April 2024 erinnerte Moderator Jan Böhmermann im ZDF Magazin Royale an Behördenfehler vor dem Anschlag: dass R. eine Waffenerlaubnis erhalten hatte, obwohl er seine Webseite und seine rassistischen Fantasien bekannt gemacht hatte; dass Roland Ullmann trotz der nicht behobenen Notrufprobleme in Hanau zum Landespolizeipräsidenten befördert und zugleich zwei Beamte wegen ihrer Beschwerden über das Einsatzchaos in der Tatnacht diszipliniert worden waren; dass ein BKA-Beamter den überlasteten Hanauer Polizeinotruf für eine Privatauskunft benutzt hatte; dass der verschlossene Notausgang keine Folgen hatte. Die Autorin Gilda Sahebi kritisierte, gerade die für die Aufklärung zuständige Polizei habe diese nach Kräften verhindert.
Im Januar 2025 stellte Niculescu Păun eine erneute Strafanzeige wegen fahrlässiger Tötung, diesmal konkret gegen Roland Ullmann, Polizeidirektor Jürgen Fehler und Claus S., den wahrscheinlichen Einsatzleiter in der Tatnacht. Păun wollte damit vor Ablauf der fünfjährigen Verjährungsfrist eine Strafverfolgung der Verantwortlichen für den Hanauer Polizeinotruf erreichen. Deren angebliche Unkenntnis vom fehlenden Notrufüberlauf sei wegen der vielen Bürgerbeschwerden dazu „wenig glaubhaft“. Păuns Anwalt warf ihnen „Organisationsverschulden“ bezüglich der Notrufmängel vor. Sie seien ihrer „staatlichen Schutzpflicht zur Abwendung von Bedrohungen gegen Leib und Leben von Bürgern“ nicht nachgekommen und hätten trotz Kenntnis der Mängel diese jahrelang nicht behoben. Păun wäre „heute mit an Sicherheit grenzender Wahrscheinlichkeit noch am Leben“, weil er auf Polizeiaufforderung seine Verfolgung des Täters aufgegeben hätte. Denn seine früheren Arbeitskollegen und Bekannten hatten alle bezeugt, dass er konfliktscheu und respektvoll war, also jede Polizeianweisung befolgt hätte. Er hatte noch vormittags am 19. Februar 2020 über den Notruf einen Unfall gemeldet und wollte den Täter nicht auf eigene Faust verfolgen, wie seine fünf Anrufversuche bei der Polizei belegten. Hagen Kopp von der Initiative 19. Februar betonte, dass der Notrufskandal ohne Niculescu Păuns Anzeigen nicht bekannt geworden wäre. Trotz ihres Fehlverhaltens seien Roland Ullmann und Jürgen Fehler befördert worden. Eine Entschuldigung des Innenministers genüge nicht. Die Strafanzeige sei „die letzte Möglichkeit in dieser Kette des Versagens, juristisch aktiv zu werden.“ Dies bestätigte der Überlebende Said Etris Hashemi, der in der Tatnacht ebenfalls vergeblich den Notruf angerufen hatte.
Bis zum fünften Jahrestag wurde trotz der Strafanzeigen kein Gerichtsverfahren zu möglichen Behördenfehlern vor und nach der Tat eingeleitet. Beim Gedenken in Hanau erklärte die Opfermutter Emiş Gürbüz: „Die Fehler, Versäumnisse und Fahrlässigkeiten der Stadt Hanau haben neun jungen Menschen das Leben gekostet“. Daraufhin beschloss die Hanauer Regierungskoalition aus CDU, FDP und SPD, das Gedenken künftig nicht mehr fortzusetzen: Gürbüz habe es zur „politischen Agitation“ genutzt, um „rückwärtsgewandt zu spalten“. Zudem behauptete die Koalition, Gürbüz habe bei der Berlinale 2025 gesagt, dass sie Deutschland, Hanau und den Hanauer Oberbürgermeister hasse. Daher sei unverständlich, dass sie derzeit die deutsche Staatsbürgerschaft beantrage. Gürbüz und weitere Premierengäste bestritten diese Äußerung. Gürbüz kritisierte, dass die Stadt ihre privaten Anliegen bekanntgebe. Armin Kurtović kritisierte: „Anstatt die Verantwortung für ihr Versagen zu übernehmen, startet der Oberbürgermeister mit dem Magistrat eine Gegenoffensive – wie immer“. In einem offenen Brief solidarisierten sich 222 Journalisten, Autoren und Kulturschaffende mit Emiş Gürbüz und forderten eine Entschuldigung der Hanauer Stadtregierung bei ihr und der „Initiative 19. Februar“: Die Opferfamilien seien keine Statisten, die „Versöhnlichkeit oder gar eine handzahme PR für Ihre Stadt schulden“. Indem die Hanauer Koalition berechtigte Wut und Trauer als Hass diffamiere, demonstriere sie mangelnde Anteilnahme und Anerkennung des unermüdlichen Einsatzes der Hinterbliebenen. Die deutliche Drohung, das Gedenken in Hanau einzustellen, sei empörend. Die Äußerung zu Gürbüz' Antrag auf deutsche Staatsbürgerschaft gefährde eine von Rassismus betroffene Person, während Ressentiments und Gewalt gegen migrantische Menschen „stetig steigen“. Der Republikanische Anwältinnen- und Anwälteverein (RAV) kritisierte: Dass Hanaus Koalition für einen Einbürgerungsantrag „offensichtlich bedingungslose Loyalität zu staatlichem Handeln einfordert und dies auch noch öffentlich macht“, zeige ein autoritäres Staatsverständnis, sei respektlos und verletze Persönlichkeitsrechte. Im April 2025 reichte Emis Gürbüz eine Beschwerde bei Hessens Datenschutzbeauftragten ein, um festzustellen, wer ihren Antrag auf Staatsbürgerschaft widerrechtlich veröffentlicht und weitergegeben hatte.
Im März 2025 beantragte Armin Kurtović am Oberlandesgericht Frankfurt (OLG) ein Klageerzwingungsverfahren, um Ermittlungen zu möglichem Behördenversagen bei Notrufen und Notausgang der Arena Bar zu erreichen. Ende Juli 2025 lehnte die Generalstaatsanwaltschaft Frankfurt den Antrag als formal unzulässig ab: Die Schilderung des Sachverhalts sei zu knapp, um einen hinreichenden Tatverdacht prüfen zu können. Dass Hamza Kurtović überlebt hätte, wenn der polizeiliche Notruf in Hanau besser ausgestattet gewesen wäre, erscheine ausgeschlossen: Die Polizei wäre in jedem Fall zu spät am Tatort eingetroffen. Zudem sei die Fünfjahresfrist für eine Anklage auf fahrlässige Tötung am 19. Februar 2025 verstrichen, der Fall sei verjährt. Laut Kurtovićs Anwalt könnten die vielen Strafanträge eine Verjährung unterbrochen haben; darüber müsse das OLG entscheiden.

## Folgen

### Trauer

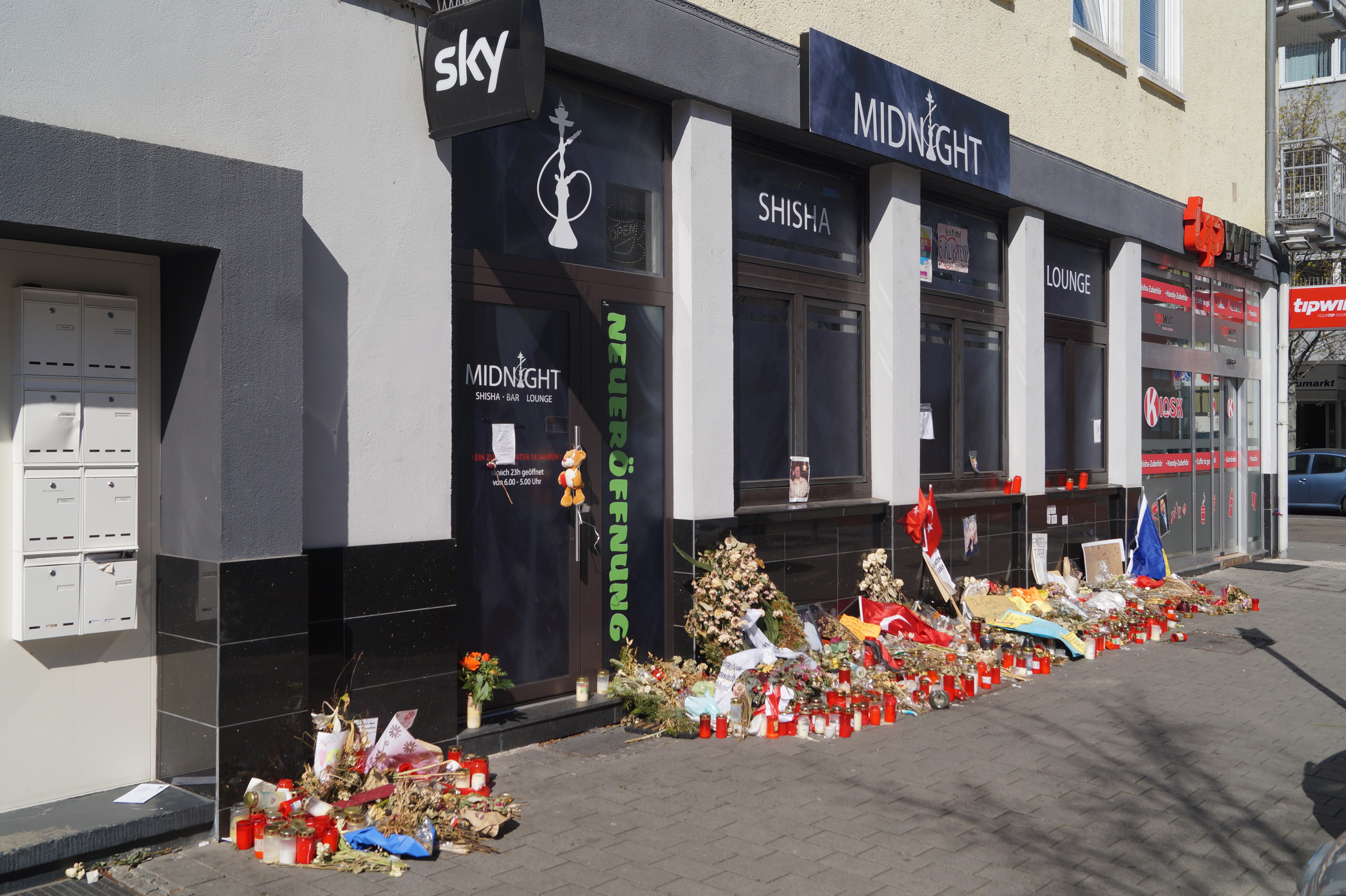
Gedenken für die Opfer am Heumarkt (2020)

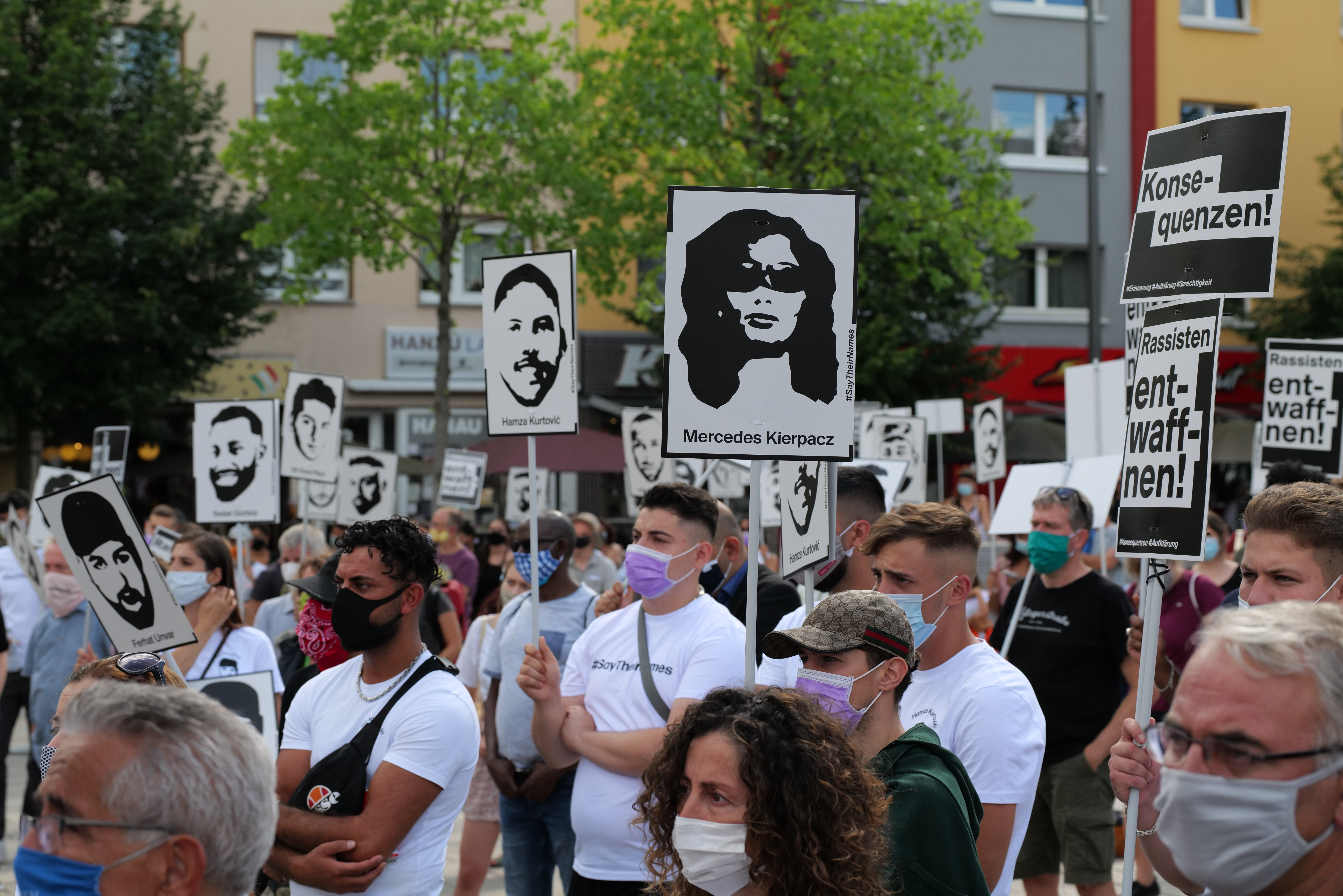
Gedenken in Hanau am 22. August 2020

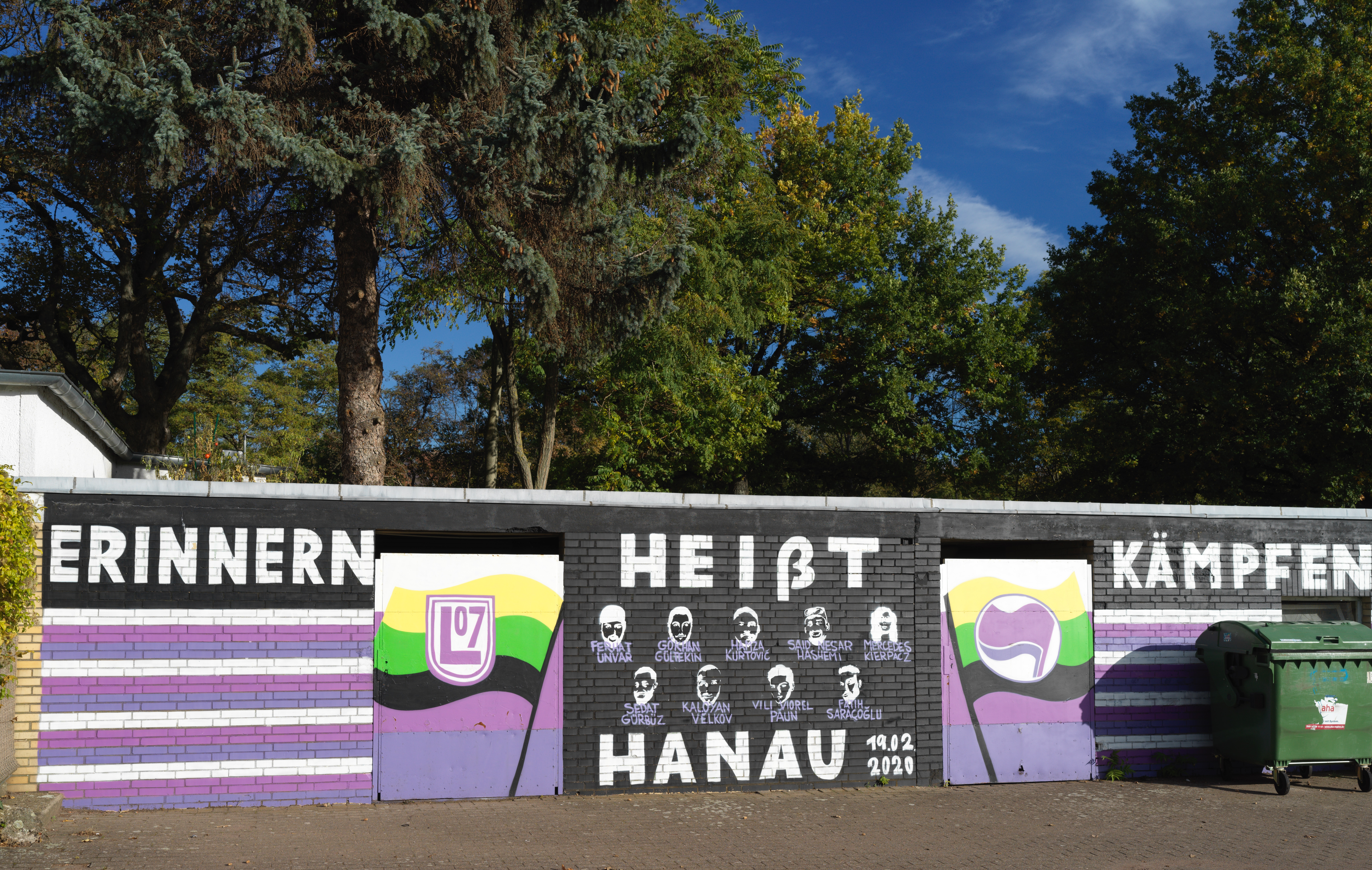
Banner im Stadion des SV Linden 07 (2022)

Am 20. Februar 2020 trauerten Freunde der Mordopfer an den Tatorten, in Bars, Cafés, Migrantenvereinen und Moscheen spontan gemeinsam. Hanauer teilten Fotografien der Opfer im Internet. Nachmittags besuchten rund 400 Teilnehmer eine Trauerkundgebung des Kurdischen Kulturvereins für die Opferangehörigen am Heumarkt und einen Schweigemarsch zur Kesselstadt. Die Rednerin Newroz Duman nannte Hanau „Stadt der Migration“, verlas die Namen der Toten und versprach, alles für die Erinnerung an sie zu tun. Im Kulturverein AYDD („Verein der Solidarität und Gemeinschaft Agirî“, der Herkunftsregion vieler Hanauer Migranten) trauerten 300 Menschen mit dem 77-jährigen krebskranken Behçet Gültekin um seinen Sohn Gökhan.
Abends demonstrierten rund 5.000 Menschen in Hanau, zeigten Bilder der Opfer und die Parole „Rassismus ist Gift“. Bundespräsident Frank-Walter Steinmeier sagte dort: „Wir lassen uns nicht einschüchtern“. Man müsse überall auf die Sprache achten und Solidarität für den Zusammenhalt zeigen. Er erinnerte an den Mordfall Walter Lübcke und den Anschlag in Halle (Saale) 2019. Rücksichtnahme und Solidarität seien das „stärkste Mittel gegen den Hass“. Dabei durfte Ferhat Unvars Vater nicht neben ihm auf der Bühne stehen.
Hanauer Überlebende riefen zu Solidaritätsdemonstrationen und Bildung einer bundesweiten Migrantifa auf. In rund 50 deutschen Städten demonstrierten Zehntausende für die Opfer, gegen Rassismus und für ein Ende der Terrorgewalt. Am 22. Februar 2020 in Berlin traten Redner für die Kurdische Gemeinde Deutschland, die Türkische Gemeinde in Deutschland und den Koordinationsrat der Muslime auf, drückten tiefes Entsetzen und Angst aus, beklagten jahrelange Empathielosigkeit seit den NSU-Morden, warnten davor, Rassismus zu normalisieren und forderten, endlich zu handeln.
Sofort nach dem Anschlag zeigten viele Hanauer, Ehrenamtliche, Vereine und städtische Einrichtungen den Opferangehörigen Mitgefühl, Hilfen und Solidarität, darunter der Ausländerbeirat, der AYDD, der muslimische Arbeitskreis, der islamische Verein, die rumänisch-orthodoxe Kirche, das demokratisch-kurdische Gesellschaftszentrum, der Kultur- und Sportverein von Bosnien-Herzegowina, die bosnisch-islamische Gemeinschaft und andere.
Die zentrale Trauerfeier im Kongresszentrum Hanau am 4. März 2020 mit den Hinterbliebenen, Bundespräsident Frank-Walter Steinmeier und Bundeskanzlerin Angela Merkel wurde auf Großbildleinwänden in der Innenstadt übertragen. In einem Brief an die Bundeskanzlerin vom selben Tag forderte Serpil Temiz Unvar, die Tat vollständig aufzuklären, Ermittlungsfehler wie nach den NSU-Morden zu vermeiden, den Opferfamilien einen Ansprechpartner und lebenslange Unterstützung zu geben und eine Stiftung zur Aufklärungsarbeit gegen Hass und Rassismus staatlich zu fördern. Die Namen der Opfer von Hanau dürften nie vergessen werden, sollten in der Schule gelernt werden und auf den Straßen lesbar sein. Am 14. November 2020, dem 24. Geburtstag ihres ermordeten Sohnes, gründete sie dazu die „Bildungsinitiative Ferhat Unvar“.

### Gedenken
Nach dem antisemitischen Anschlag in Halle am 9. Oktober 2019 hatten jüdische Überlebende das jährliche Festival of Resilience für Opferangehörige, Überlebende und Traumatisierte von rechtsextremen Terroranschlägen in Deutschland gegründet. Zum Sukkot im Herbst 2020 wurde es erstmals gefeiert und erinnerte vor allem an die Opfer von Hanau. Deren Angehörige waren Hauptredner.
Im September 2020 ließ Hanaus rumänisch-orthodoxe Kirchengemeinde am Kurt-Schumacher-Platz ein Kreuz für Vili Viorel Păun aufstellen, um ihn für seinen Einsatz zum Aufhalten des Täters zu ehren. Am 19. April 2021 erhielt er posthum die Hessische Medaille für Zivilcourage. Seine Eltern zogen zurück nach Rumänien. Die Straße von ihrem Haus zum Friedhof, wo ihr Sohn begraben ist, wurde nach ihm benannt.
Zum ersten Jahrestag am 19. Februar 2021 veröffentlichte die Stadt Hanau eine Internetseite mit Nachrufen, Videos, Interviews mit Opferangehörigen und einem Kondolenzbuch als „digitales Denkmal“ für die Anschlagsopfer. Hanaus Oberbürgermeister Claus Kaminsky (SPD) rief zum Engagement für Toleranz und Vielfalt auf, um eine solche Tat nie wieder zuzulassen. Volker Jung (Evangelische Kirche in Hessen und Nassau) betonte die gemeinsame gesellschaftliche Aufgabe, Ausgrenzung und Menschenverachtung entgegenzutreten. Hanau habe gezeigt, dass rassistischer Terror in der Mitte der Gesellschaft wachse.
Zum zweiten Jahrestag betonten Freunde und Bekannte der Ermordeten im Verein AYDD und im Jugendzentrum Kesselstadt (Juz), die Angst vor dem Terror sei noch da. Trotz Hilfen von Politikern ändere sich nichts an der spürbaren „Feindlichkeit uns Ausländern gegenüber“. Die Aufklärungsmängel zeigten ihnen: „Der deutsche Staat hat uns im Stich gelassen.“
Zum vierten Jahrestag 2024 verzeichnete die Webseite der Initiative 19. Februar Hanau über 100 Veranstaltungen im deutschsprachigen Raum. Jedoch organisierten die Stadt Hanau und das Land Hessen 2024 keine zentrale öffentliche Gedenkfeier, sondern nur ein stilles Gedenken auf Hanaus Hauptfriedhof. Die Opferfamilien zeigten sich enttäuscht und führten die Absage mit auf ihre scharfe Kritik vom Vorjahr an fehlenden Konsequenzen aus dem Anschlag zurück. Armin Kurtović lehnte Politikerreden am Grab der Opfer als respektlose Inszenierung und Störung der Totenruhe ab. Er kritisierte, dass Hanaus Oberbürgermeister Claus Kaminsky ohne Einverständnis aller Opferfamilien Einladungen zu jenem stillen Gedenken versandt hatte. Hanaus Stadtverwaltung habe Hinweise auf den verschlossenen Notausgang der Arena Bar vor dem Anschlag ignoriert und damit ihre Fürsorgepflicht vernachlässigt. Sein Sohn und weitere Opfer könnten noch leben, wäre der Notausgang offen gewesen. Diese Mitverantwortung der städtischen Behörden für ihren Tod könne der Oberbürgermeister nicht vertuschen. Die Angehörigen hätten ein Recht auf Trauer ohne Inszenierung. Die wichtigste Form des Gedenkens wäre: „Endlich auch die Fehler von Behörden und Polizei aufzuklären, zuzugeben und nicht länger zu vertuschen. Das wäre würdig, respektvoll und den Toten angemessen.“ Die Initiative 19. Februar Hanau rief bundesweit zu einer Gedenkdemonstration am 17. Februar 2024 in Hanau auf und forderte, „den rassistischen Normalzustand im Alltag, in Behörden, Politik, Medien und in den Sicherheitsapparaten konsequent zu bekämpfen“. Rund 5000 Demonstranten folgten dem Aufruf.

### Staatliche Maßnahmen
Bundeskanzlerin Angela Merkel versprach noch am Tatabend, die Bundesregierung werde sich allen, die Deutschland spalten wollten, mit aller Kraft entgegenstellen. Ähnlich äußerten sich Politiker aller Parteien. Bundesinnenminister Horst Seehofer (CSU) ordnete Trauerbeflaggung an öffentlichen Gebäuden in Deutschland an und kündigte politische Konsequenzen an. Er wollte Sicherheitsvorkehrungen für bedrohte migrantische Einrichtungen verstärken. Er räumte ein, dass AfD-Aussagen ein Nährboden für Rechtsterror wie in Hanau seien, betonte aber, über eine bundesweite Überwachung der AfD entscheide der Verfassungsschutz allein. Bundesjustizministerin Christine Lambrecht (SPD) wollte „den Nährboden für Hass trockenlegen“ und verwies auf das Gesetz, dass Provider Hasspostings dem BKA melden müssen. Sie versprach den Opferangehörigen Unterstützung. Sie sollten in wenigen Tagen 30.000 Euro Entschädigung erhalten. Der Opferbeauftragte der Bundesregierung Edgar Franke koordinierte in Hanau soziale und psychologische Hilfen.
In den Tagen danach folgten eine Brandstiftung nahe einer Shisha-Bar und einem Döner-Imbiss in Döbeln (21. Februar), Schüsse auf eine Shisha-Bar in Stuttgart (22. Februar) und auf ein Haus in Heilbronn (23. Februar 2020), als der Generalsekretär des Moscheeverbandes DITIB Abdurrahman Atasoy dort eintraf. Wegen möglicher politisch motivierter Nachahmungstaten ermittelte der Staatsschutz dazu.
Das deutsche Waffengesetz war nur Tage vor der Tat verschärft worden und verpflichtet die Waffenbehörden seit dem 20. Februar 2020 auf eine Regelanfrage bei Verfassungsschutzämtern und eine psychologische Begutachtung von unter 25-jährigen Antragstellern. Da R. den Waffenbehörden weder als rechtsextrem noch psychisch krank aufgefallen war und zu keiner verfassungsfeindlichen Vereinigung gehört hatte, wurde fraglich, ob die Verschärfung genügt. Seehofer erwog, Antragsteller jeden Alters zur Vorlage eines ärztlichen Gesundheitsgutachtens zu verpflichten. Allgemeine Psychotests für Waffenbesitzer schloss er aus. Dagegen forderte der Berufsverband Deutscher Psychologinnen und Psychologen, jeder Antragsteller solle künftig auf eigene Kosten ein amts- oder fachärztliches psychologisches Zeugnis über seine Eignung vorlegen. Die SPD und Bündnis 90/Die Grünen erwogen, eine Waffenerlaubnis nur noch bei Vorlage eines psychologischen Gutachtens oder Tests zu erteilen und Waffenbesitzer zu regelmäßiger psychologischer Begutachtung zu verpflichten. Die Grünen forderten zudem, die private Lagerung von Sportwaffenmunition zu verbieten und die Munition nur noch bei Schützenvereinen und Schießständen zu lagern. Roman Grafe hatte 2009 nach dem Amoklauf von Winnenden und Wendlingen die Initiative Keine Mordwaffen als Sportwaffen! gegründet. Er verlangte erneut, den Privatbesitz von Sportwaffen generell zu verbieten, da dieses Risiko nicht regulierbar sei. Mehr als 270 Opfer von Sportschützen seien dokumentiert; hinzu komme eine Dunkelziffer. Die ebenfalls 2009 gegründete Stiftung gegen Gewalt an Schulen sprach sich für die regelmäßige Überprüfung von Waffenbesitzern und Zusammenführung der Behördenkenntnisse zu ihnen aus.
Der Deutsche Schützenbund sah durch solche Verbote und Forderungen das „immaterielle Kulturerbe des deutschen Schützenwesens“ in Gefahr und lehnte weitere Verschärfungen des Waffenrechts ab. Josef Kelnberger (Süddeutsche Zeitung) kommentierte: Da Schützenvereine jahrzehntelang politisch unterstützt worden seien, müssten sie nun über diese Verschärfung mit sich reden lassen und sich am Kampf der Gesellschaft gegen Rechtsextremismus und Waffengewalt beteiligen. Angesichts immer wiederkehrender Morde von Sportschützen mit großkalibrigen Waffen sollten die Schützenvereine selbst wirksame Gegenmaßnahmen vorschlagen, statt nur „ein beleidigtes Nein“ anzubieten.
Vorschläge des Bundesinnenministeriums zur besseren Kommunikation zwischen Gesundheitsämtern, Polizei und Waffenbehörden der Länder wurden bis Februar 2021 nicht umgesetzt. Das Waffengesetz erlaubte den Waffenbehörden zwar, Waffenbesitzer nach eigenem Ermessen persönlich vorzuladen, verlangte aber weiter keine Standardüberprüfung der psychischen Gesundheit. Über solche Regelungen, die die ärztliche Schweigepflicht berühren, wollten die zuständigen Gesundheitsminister erstmals im Juni 2021 diskutieren. FDP-Innenpolitiker Benjamin Strasser kritisierte die Regelabfrage bei Verfassungschutzämtern als unzureichend und bürokratisch: Die Ämter sollten „proaktiv ihre Erkenntnisse über bekannte Rechtsextremisten an die Waffenbehörden melden“ und nicht auf deren Nachfragen warten. Ende 2020 besaßen rund 1200 den Sicherheitsbehörden bekannte deutsche Rechtsextreme legal Waffen, und die Gesamtzahl der erlaubnispflichtigen Waffen in Privatbesitz war von 5,36 (2017) auf 5,57 Millionen gestiegen.
Ein Angebot des Main-Kinzig-Kreises zum Rückkauf von Privatwaffen bei freiwilliger Rückgabe kleiner Waffenscheine nahmen bis November 2020 nur 13 von 5000 Waffenbesitzern im Landkreis an.

### Verhalten des Vaters
R.s Vater hatte im Leben seines Sohnes eine dominante Rolle gespielt, ihn zum Jobcenter begleitet, mit einer schriftlichen Vollmacht für ihn gesprochen und sich oft für ihn beschwert. Ein Mitarbeiter bezeugte später, das Wort des Vaters sei für den Sohn Gesetz gewesen.
In der Tatnacht traf die Polizei den Vater äußerlich unverletzt in der Täterwohnung an, vernahm ihn, ließ ihn kurz psychiatrisch untersuchen und ließ ihn dann mangels Hinweisen auf eine Tatbeteiligung frei. Im Verhör behauptete er, sein Sohn sei Opfer einer weltweit agierenden Geheimdienstorganisation geworden. Agenten hätten ihn im Wald getötet und seine Leiche im Elternhaus abgelegt; ein als sein Sohn verkleideter Agent habe die Morde verübt. Zudem forderte er Waffen und Munition seines Sohnes zurück und verlangte, dessen Webseite mit dem Tatbekenntnis wieder freizuschalten. Dieser hatte ihn in einer Abschiedsnotiz gebeten, seine Webseite „unter allen Umständen aufrecht“ zu halten.
In den folgenden Monaten stellte R.s Vater viele Strafanzeigen, etwa gegen die Hausdurchsuchung, den SEK-Einsatz, seine vorläufige Inhaftierung und seine Behandlung im Krankenhaus. Er nannte die Opfer „Täter“, das Opfergedenken „Volksverhetzung“ und forderte, Gedenkstätten aus Hanaus Stadtbild zu entfernen. Er zeigte eine „Störung der Totenruhe“ an, weil die Stadt Hanau seinen Sohn ohne seine Zustimmung auf See bestattet hatte, und nannte die Bundesanwaltschaft eine „politische Organisation“, die wie beim NSU-Prozess und Mordfall Walter Lübcke „sämtliche Wahrheiten unterdrücken“ wolle. Die Entlassung durch seinen ehemaligen Arbeitgeber benachteilige „seine Rasse“. In E-Mails an eine Verwandte bezog er sich zustimmend auf „Fachliteratur des Herrn Thilo Sarrazin“.
Im Februar 2021 stellten die Opferangehörigen eine Strafanzeige gegen ihn wegen Beihilfe zum Mord. Sie verwiesen auf Schmauchspuren an seiner Kleidung und seine verschwörungsideologischen Äußerungen, die dem Weltbild seines Sohnes glichen. Einige Jahre vor der Tat hatte er die Arena Bar fotografiert. Die Staatsanwaltschaft Hanau lehnte Ermittlungen gegen ihn jedoch ab. Auch die Bundesanwaltschaft sah keine Hinweise, dass er die Tatpläne des Sohnes gekannt und am Anschlag mitgewirkt hatte.
2021 beschimpfte R.s Vater Opferangehörige bei einer Mahnwache vor seinem Haus als „wilde Fremde“. Schon in der Tatnacht hatte er das SEK als „Terrorkommando“ und „Terroreinheit“ bezeichnet. Im September 2021 kam es deshalb erstmals zu einem Strafprozess gegen ihn. Diesen benutzte er zum Ausbreiten von Verschwörungsfantasien. Außerdem warf er Hanaus Oberbürgermeister Claus Kaminsky Wählertäuschung vor. Ein Psychiater stellte gemeinsame Psychotische Störung von Vater und Sohn fest, die von einem rechtsextremen Weltbild und Wahnvorstellungen („Kampfparanoia“) geprägt sei; gleichwohl sei der Vater schuldfähig. Im Februar 2022 erhielt dieser wegen Beleidigung eine Geldstrafe, wurde aber vom Vorwurf der Volksverhetzung freigesprochen.
Auf einer Webseite und in einem Buch verbreitete er weiter seine Verschwörungsfantasien und rassistischen Ansichten. Die Opferangehörigen empfanden das als Verhöhnung und weitere Bedrohung. Sie fürchteten, er könne damit andere Menschen beeinflussen und zu ähnlichen Taten anstiften, und forderten ein energisches Vorgehen der Behörden dagegen.
2022 hielt sich der Tätervater mehrmals vor dem Haus der Familie Unvar auf, belästigte und bedrohte die Mutter des Opfers. Zudem soll er Freunde einiger Opfer in Kesselstadt mit seinem Hund verfolgt und zu provozieren versucht haben. Nach zwei Strafanzeigen erhielt er ein Kontakt- und Näherungsverbot für zunächst 14 Tage. Dieses missachtete er fortgesetzt und bezahlte die Geldstrafen für Beleidigung und sechs Verstöße gegen das Gewaltschutzgesetz nicht. Darum wurde er im März 2023 inhaftiert und sollte eine 70 Tage lange Ersatzhaft verbüßen. Doch er wurde schon nach zwei Tagen entlassen, da die Staatsanwaltschaft von ihm verschwiegenes Vermögen fand und einzog.
Im Mai und Juni 2023 forderte er in mehreren Drohbriefen an Familie Unvar, sie solle Deutschland verlassen, alle Veröffentlichungen über ihn und seinen Sohn zurückziehen und ihm Schadensersatz in Millionenhöhe zahlen. Er nannte sich „Miteigentümer der Bundesrepublik Deutschland“ und seine Wohnung „Gedenkstätte R.“. Die Familie bat die Behörden, ihn zum Wegzug aus ihrer Nachbarschaft zu bewegen. Hanaus Oberbürgermeister Claus Kaminsky zeigte ihn daraufhin erneut wegen Volksverhetzung an. Die Stadt Hanau hatte ihm schon das Betreten des Rathauses, von Hanauer Kitas und Schulen verboten. Das Amtsgericht Hanau erweiterte das bestehende Annäherungsverbot auf Fernkommunikationsmittel und drohte ihm für jeden weiteren Brief an Familie Unvar ein Ordnungsgeld bis zu 250.000 Euro oder Ordnungshaft bis zu sechs Monaten an. Bis dahin hatte die Staatsanwaltschaft Hanau insgesamt 48 Verfahren gegen ihn eingeleitet, unter anderem wegen Beleidigung, Bedrohung, falscher Verdächtigung, Hausfriedensbruch, Widerstand gegen Vollstreckungsbeamte und 30 Verstößen gegen das Gewaltschutzgesetz.
Im Februar 2024 durchsuchte der Staatsschutz Haus und Garage des Vaters, fand aber keine Beweise zu Verstößen gegen das Waffengesetz. Eine Woche später forderte er brieflich von Serpil Temiz Unvar Schadensersatz für angebliche Nachstellungen und Schäden und kündigte an, die Forderung im Falle seines Todes einer Nachfolgeorganisation abzutreten. Unvar sah sich dadurch weiterhin bedroht.
Im Oktober 2024 verurteilte das Amtsgericht Hanau den Vater wegen Beleidigung, übler Nachrede, Volksverhetzung und Verstößen gegen das Gewaltschutzgesetz zu einer Geldstrafe von 21.600 Euro. Die Richterin bescheinigte ihm zwei wahnhafte Störungen, aber volle Schuldfähigkeit, und nannte ihn „zweifelsohne rassistisch“. Sie hielt eine Haftstrafe nicht für angebracht, obwohl er mit seinen Taten vermutlich nicht aufhören werde. Beide Streitparteien kündigten Revision an.

### Wissenschaftler
Rechtsextremismusforscher sehen eine Mitverantwortung der AfD für die Radikalisierung des Täters. Matthias Quent verwies auf die Ähnlichkeit mancher Aussagen des Täterpamphlets zur Ideologie führender AfD-Vertreter. Hajo Funke verwies auf die von Björn Höcke (AfD) schriftlich angekündigte „Politik wohltemperierter Grausamkeit“ gegen Migranten und Ausländer. So schaffe man „das Milieu, die Bereitschaft, die Atmosphäre“ und „die Entfesselung von Ressentiments“. Das hätten das BKA und der Verfassungsschutz Jahrzehnte lang „eher verdrängt“. Inzwischen komme es bei deutschen Sicherheitsbehörden immer öfter zu verschärften, präventiven Reaktionen.
Der Historiker Volker Weiß verwies auf eine Rede des Pegida-Gründers Lutz Bachmann wenige Wochen vor R.s Tat, in der er Vernichtungsfantasien gegen angeblich minderwertige Menschengruppen offen ausgesprochen hatte. Am Montag vor R.s Tat habe Höcke die Umsetzung versprochen; sein Mentor Götz Kubitschek habe eine wirksame Tat als Folge des Bündnisses von Pegida und AfD vermisst. Dass Einzelne wie R. sich zu Terrorakten für die rechte Bewegung berufen fühlten, sei daher sehr wahrscheinlich gewesen. So habe der Politologe Gideon Botsch kurz vor R.s Tat vor einem besonders hohen Risiko eines solchen Anschlags gewarnt. Wie Bachmann und Höcke habe R.s Manifest produktive und unproduktive Menschengruppen gegenübergestellt; er habe sich offenbar als Vollstrecker der öffentlichen rechtspopulistischen Hassrhetorik gesehen.
Frank Jansen verglich R.s Bekennertext mit der Mentalität von Reichsbürgern: „Verfolgungswahn trifft Größenwahn.“ Dies sei eine gefährliche, durch narzisstische Kränkungen des Täters angereicherte Kombination, die oft rechtsextreme Gewalt legitimiere. Laut Jan Rathje wollen solche Täter mit ihren Videos und Manifesten Nachahmer anregen. In rechtsextremen Foren würden sie als Helden gefeiert. Daher müsse der Repressionsdruck auf den Rechtsextremismus erhöht werden.
Laut dem Soziologen Sebastian Wehrhahn weist das „klassisch rassistische Weltbild“ des Täters „viele Überschneidungen und Berührungspunkte mit einem gesellschaftlich weit verbreiteten Rassismus auf“. Verwirrung und Rassismus schlössen sich nicht aus. Man müsse fragen, „warum bei rechten Anschlägen die geistige Verfassung des Täters gegen den ideologischen Hintergrund aufgerechnet“ werde.
Der Kulturkritiker Georg Seeßlen fragte nach dem Zustand der Gesellschaft, die solche Täter hervorbringt: „Die Täter tun wirklich, wovon zu schwadronieren längst erlaubt, gewohnt und hingenommen ist.“ Seeßlen verglich Rechtsextremismus mit Wirkungen einer Droge: „Das Euphorisierende, das Sich-stark-und-unbesiegbar-fühlen, […] die Abfolge von Rausch und Entzug, die zur Notwendigkeit führt, die Dosis zu erhöhen“. Das ändere jedoch nichts an der persönlichen Verantwortung der Täter, ihrer Helfer und Anstifter.
Der Literaturwissenschaftler Klaus Theweleit stellte gemeinsame Grundzüge der Weltsicht R.s und anderer männlicher Rechtsterroristen heraus: Ihr Ziel sei immer die Vernichtung dessen, was ihre Welt („Volk“, „Nation“, „Rasse“, „Natur“, „Geschlechterordnung“, „Glaube“) bedrohe. Sie wollten diese vor dem Untergang retten, handelten immer aus vermeintlicher Notwehr und frei von Schuld. Sie sähen immer geheime Zirkel, Verschwörungen, Geheimdienste als Weltlenker am Werk und sich als zur Weltrettung Auserwählte, die die Aktivitäten ihrer fiktiven Feinde durchschauten. Sie genössen Gewalt, wählten ihre Opfer meist als Angehörige einer Gruppe aus (etwa Juden, Muslime, Ausländer, „Kulturmarxisten“, aktuell Queerfeministen und andere) aus. Sie seien schon länger zum öffentlichen Morden entschlossen und bereiteten es vor, besorgten Waffen, Sprengstoffe, Fahrzeuge, erkundeten Tatorte, erstellten Mittel zur Tatverbreitung im Netz. Ihre Morde seien also keine Amok-Taten. Passender könne man solche sozial isolierten Täter als Lone Wolves bezeichnen, die auch ihre Selbstauslöschung in Kauf nähmen. R. imaginiere sich als Retter und Heiler der kranken Anderen und sei insofern „verrückt“. Die Diagnose einer „paranoiden Schizophrenie“ oder einer „schweren narzisstischen Persönlichkeitsstörung“ sei für solche Täter jedoch viel zu unspezifisch. Ihre Besonderheit sei, dass sie die Aufspaltung des Ichs nicht aushielten und seine Einheitlichkeit mit Nation, Rasse, Natur, Geschlecht durch Gewalt wiederherzustellen suchten, nämlich durch Zerstörung jener, die in der für sie unerträglichen Uneinheitlichkeit leben könnten und diese sogar feierten. Hauptmerkmal sei: „Sie leben und handeln in einer weitgehend halluzinativ wahrgenommenen Welt“, geprägt von massiven, körperzerreißenden Ängsten. Gleichwohl seien sie juristisch zurechnungsfähige Verbrecher.
Der Kulturwissenschaftler Michael Butter verwies auf Unterschiede zu anderen Rechtsterroristen: In R.s Manifest und Videos fehlten die aktuell üblichen Bezüge auf Ausdrücke wie „Großer Austausch“, QAnon, „Deep State“, Donald Trump als Retter sowie Quellenzitate und komplexe Verknüpfungen. Sein paranoider Glaube, dass ein Geheimdienst seine Gedanken abhöre, zeige sein Selbstbild als Opfer einer Verschwörung. Dieses funktioniere jedoch ebenso entlastend von eigener Verantwortung. Er wandle die imaginierte eigene Ohnmacht in eine Stärke um, etwa indem er behaupte, er habe sich bewusst für ein Leben ohne Partnerin entschieden. Weil er sich dabei nicht auf die Incel-Netzdebatte beziehe, könne er sich seine Thesen eventuell selbst ausgedacht haben. Gleichwohl seien diese sehr anschlussfähig an aktuelle Verschwörungstheorien und Rechtsextremismus. Das allgemeine gesellschaftliche Klima in Deutschland könne einem Gewalttäter schon als Tatmotivation genügen, zumal wenn er mutmaßlich psychisch krank sei.

### Künstler
Der Rapper Azzi Memo und 18 weitere Musiker veröffentlichten im März 2020 den Benefizsong Bist du wach? zum Gedenken an die Opfer von Hanau. Alle Erlöse gingen an die Amadeu Antonio Stiftung, die damit die Betroffenen und Hinterbliebenen des Anschlags unterstützte.
Im Spotify-Podcast 190220 – Ein Jahr nach Hanau begleiten die Journalisten Sham Jaff und Alena Jabarine Angehörige zu den Tatorten und sprechen mit ihnen über die Opfer, die Tatnacht, den Tathergang und das Verhalten der Staatsbehörden. Auch die Rechtsanwältin Antonia von der Behrens, die Journalistin Hadija Haruna-Oelker, Saba-Nur Cheema von der Bildungsstätte Anne Frank und die Autorin Karolin Schwarz kommen zu Wort.
Eine Verfilmung der Tat durch Uwe Boll lehnten die Opferangehörigen und die Stadt Hanau ab März 2021 als „Verzerrung der schrecklichen Ereignisse“ und „blutrünstige Sensationsgier“ ab.
Zum fünften Jahrestag der Ereignisse inszenierte das Staatstheater Mainz im Landgericht Mainz die Aufführung And now Hanau von Tuğsal Moğul.

### Politik und Gesellschaft

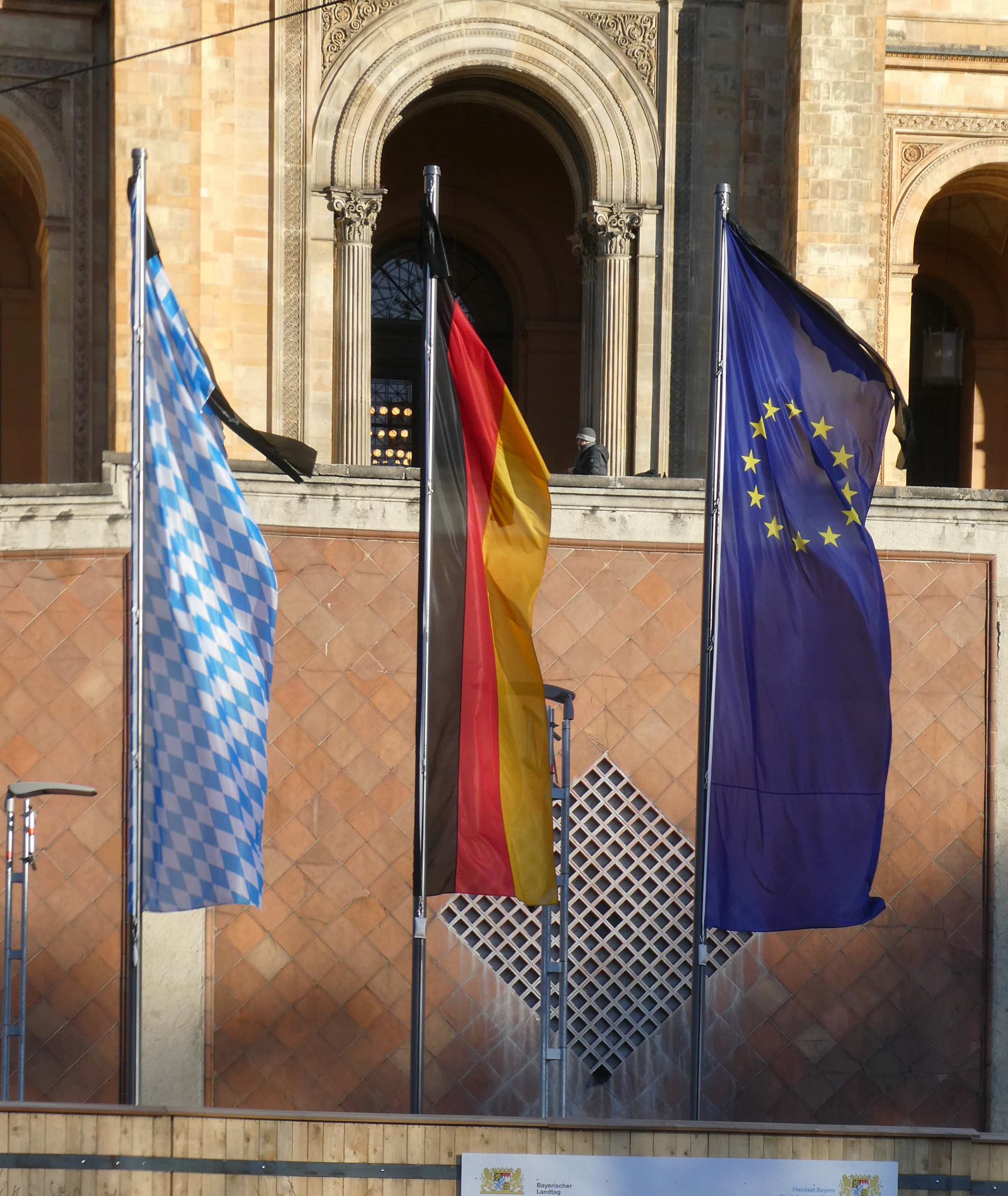
Trauerbeflaggung vor dem Münchner Maximilianeum (2020)

UN-Generalsekretär António Guterres sprach den Opferfamilien sein Beileid aus und forderte einen verstärkten Kampf gegen Rassismus, Antisemitismus und Hass auf Muslime. Ähnlich äußerten sich Frankreichs Staatspräsident Emmanuel Macron, der EU-Ratspräsident Charles Michel und der Präsident des Europäischen Parlaments David Sassoli. Aiman Mazyek vom Zentralrat der Muslime in Deutschland und Josef Schuster vom Zentralrat der Juden in Deutschland kritisierten eine jahrzehntelange Untätigkeit deutscher Politik und Sicherheitsbehörden beim Minderheitenschutz. Die Gefahr rechter Gewalttäter sei zu lange verharmlost worden. Romani Rose vom Zentralrat Deutscher Sinti und Roma erklärte, der Anschlag zeige auf, wie weit die Hemmschwelle unter Rechtsradikalen und Rassisten gesunken sei, auch weil die etablierten Parteien der AfD immer mehr Raum gäben. Die Kurdische Gemeinde Deutschland ermutigte dazu, ohne Angst Farbe zu bekennen. Die Politik müsse dem Rechtsterrorismus und rechten Netzwerken entschlossener entgegentreten.
Der türkische Präsident Recep Tayyip Erdoğan telefonierte mit einigen türkischstämmigen Verletzten. Türkische Verbände organisierten am 23. Februar 2020 eine Großdemonstration in Hanau. Regimekritische Türken und Kurden sahen darin eine nationalistische Vereinnahmung des Anschlags. Erdoğans Anhänger waren der von Kurden, Antifaschisten und Linken organisierten Gedenkveranstaltung am 22. Februar 2020 ferngeblieben.
AfD-Vertreter bestritten rechtsextreme und rassistische Tätermotive. Bundessprecher Jörg Meuthen nannte die Morde die „wahnhafte Tat eines Irren“, andere sprachen von einem „massiv psychisch gestörten Einzeltäter“ und stellten seine Tat als Folge von Angela Merkels Politik dar. Der AfD-Bundesvorstand verlinkte das Pamphlet und die Webseite des Täters auf Twitter. Im Internet verbreiteten Unbekannte als vermeintliche „Wahrheit über Hanau“, die Tat sei eine „Geheimdienstoperation“ gewesen, um der AfD zu schaden. Das Magazin Compact verknüpfte die Morde beleglos mit einem „Bandenkrieg“. Chefredakteur Jürgen Elsässer verglich sie mit dem Reichstagsbrand von 1933. Darum stufte das Bundesamt für Verfassungsschutz sein Magazin im März 2020 als rechtsextremen Verdachtsfall ein.
Annegret Kramp-Karrenbauer (CDU) betonte, keine andere Partei dürfe mit der AfD zusammenarbeiten, da diese rechtsextreme Mitglieder dulde und genau das Gedankengut fördere, das zu den Morden in Hanau geführt habe. Die NdM-Vorsitzende Sheila Mysorekar machte die AfD für den Anschlag mitverantwortlich. Die AfD Hessen habe mit ihren Internet-Memes wochenlang offen gegen Shisha-Bars gehetzt und diese mit „Ausländerkriminalität“ verknüpft.
Zum ersten Jahrestag des Anschlags forderte Farhad Dilmaghani als Vertreter der Migrantenorganisationen „ein antirassistisches Klima in unserer Gesellschaft: mehr Wissen und Aufklärung über Rassismus. Strukturelle Veränderungen in der Durchlässigkeit unseres Landes und neue Instrumente wie ein Ministerium für Gesellschaftlichen Zusammenhalt, Antidiskriminierung und Migration oder ein Bundesantidiskriminierungsgesetz“. Die Deutsche Journalistenschule begann ein Onlineprojekt zum Lernen aus dem Anschlag. Armin Kurtović erinnerte die Teilnehmer an Fehlverhalten: So hatten Reporter der Bildzeitung ihm und seiner Familie aufgelauert; unautorisierte Bilder seines toten Sohnes tauchten im Internet auf. Zuerst, so eine Journalistin, seien Kollegen in Hanau „wie Heuschrecken eingeflogen“. Nach einer Woche seien sie verschwunden, dann erneut zur Trauerfeier und zum Gedenktag gekommen. Nur wenige hätten das Thema auch sonst weiterverfolgt, etwa das ARD-Magazin Monitor, Hessischer Rundfunk und Der Spiegel.
Redakteur Theo Sommer benannte drei Fragen zur Aufarbeitung der Tat:
- Werde Deutschland 75 Jahre nach der NS-Zeit zum Nährboden eines neuen Nazismus?
- Sei Staatsversagen die Ursache des rechten Terrors?
- Wie viel AfD-Gedankengut stecke in dem „völkischen Wahn“ solcher Täter?

Er beklagte, dass die Erinnerung an die NS-Zeit in großen Teilen der Gesellschaft keine Wirkung auf die Gegenwart mehr habe.
Der Autor Sascha Lobo fragte zum ersten Jahrestag, wie ernst die weißdeutsche Mehrheit in Deutschland ihren Antirassismus meine. Die meisten Deutschen hätten nicht begriffen, wie tief die Tat in Hanau und der Umgang damit migrantische Gemeinschaften erschüttert habe. Dass die Staatsanwaltschaft Hanau nicht gegen den Tätervater wegen möglicher Mordbeihilfe ermitteln wollte, habe die Skepsis gegen deutsche Behörden und die Überzeugung, dass diese Migranten benachteiligen, enorm verstärkt. Die migrantische Wut über die Behördenfehler und fehlende Sensibilität der weißdeutschen Mehrheit werde nicht mehr verschwinden und sei nicht mehr zu ignorieren. Das könne als heilsamer Zwang wirken, Stellung zu beziehen.

### Schuss auf Hanau-Überlebenden
Der 21-jährige Hanauer Can Okan hatte den Kiosk seines Vaters am Kurt-Schumacher-Platz betrieben, wo der Täter mehrere seiner Kunden und Freunde erschoss. Dies hatte Okan stark traumatisiert, so dass er den Kiosk einige Monate später schloss. Am 20. Juni 2023 kam er mit seiner Cousine und seiner Freundin aus seinem Haus und geriet in ein Wortgefecht mit einem älteren Nachbarn. Auf Okans Frage, warum dieser die jungen Frauen nicht in Ruhe lasse, habe der Nachbar plötzlich eine Schusswaffe gezogen, Okan im Haus damit bedroht, ihm dann in den Oberschenkel geschossen und ihn im Fahrstuhl liegen lassen. Danach soll er in Hanau weitere junge Migranten bedroht und ihnen seine Waffen gezeigt haben. Okan verlor nach Angaben seines Vaters mehrere Liter Blut, konnte aber noch einen Krankenwagen und die Polizei anrufen. Nach fünf Wochen Krankenhausaufenthalt hatte er weiterhin Angst, in seine Wohnung zurückzukehren. Die Ermittler sahen kein rassistisches Tatmotiv, obwohl der verdächtige Nachbar zuvor auch mit rechten Äußerungen auffällig geworden sein soll.